# MV Agusta
MV Agusta (итальянское произношение: [ˈɛmme ˈvu a.guː.sta], полное наименование — MV AGUSTA Motor S.p.A, иное наименование — Meccanica Verghera Agusta или MV) — итальянский производитель мотоциклов, основанный графом Доменико Агустой в 1945 году в качестве одного из ответвлений авиастроительного концерна Agusta в городе Кашина-Коста близ Милана. Современная штаб-квартира и основные производственные мощности расположены в городе Варезе (итал. Varese), Италия, на берегу одноимённого озера.

## Деятельность MV Agusta
MV Agusta занимается конструированием, усовершенствованием и производством мотоциклов. Конструкторское бюро Castiglioni Research Centre (CRC), созданное в 1993 году, отвечает в MV Agusta за дизайн, конструирование и за индивидуальные заказы в рамках отделения Reparto Veicoli Speciali.

## История

### 1943—1945: От задумок к серийному производству
В XX веке граф Джованни Агуста переселился из Сицилии на север Италии, где в 1910 году построил свой первый самолёт AG.1. Первая мировая война  продемонстрировала перспективы авиации, что подвигло графа в 1919 году в городке Самарате основать авиазавод Costruzioni Aeronautiche Giovanni Agusta S.A. (или Agusta). В 1927 году в возрасте 48 лет он умер и оставил дело супруге Джузеппине и сыновьям Доменико, Винченцо, Марио и Коррадо.
После окончания Второй мировой войны численность вооружённых сил Италии по условиям Парижской мирной конференции ограничивалась, вследствие чего все прежние оборонные контракты были расторгнуты, и семье Агуста пришлось в срочном порядке обдумывать вопрос трудоустройства высококвалифицированных специалистов.
Старший из братьев, Доменико, в разгар Второй мировой пришёл к мысли, что лучшим способом диверсификации бизнеса будет создание производства мотоциклов. К августу 1943 года был готов мотор — одноцилиндровый «двухтактник» рабочим объёмом 98 см³ и мощностью 4,5 л.с. с шестерной моторной передачей и двухступенчатой коробкой передач. В  условиях тотального дефицита запчастей приходилось прибегать к услугам чёрного рынка. 19 января 1945 года в местечке Кашина-Коста, неподалёку от аэродрома Мальпенса под Миланом, была зарегистрирована частная компания Meccanica Verghera S.r.l., а осенью того же года представлен первый мотоцикл.
В дилерском центре на улице Via dei Piatti в Милане в конце октября 1945 года пресса увидела предсерийный образец лёгкого мотоцикла со стальной трубчатой рамой без задней подвески, с рычажной вилкой типа «гирдер» и 19-дюймовыми колёсами. На бензобаке были нанесены крупные литеры M и V, а на переднем крыле — табличка «Vespa 98 cc».
От названия Vespa (итал. — оса) пришлось отказаться: к тому времени оно оказалось занято другим мотопроизводителем. Поэтому в 1946 году мотоцикл встал на конвейер уже как MV 98 и сразу в двух исполнениях: Economica (вариант, представленный годом ранее) и Turismo (его отличало наличие трёхступенчатой коробки передач и маятниковой подвески заднего колеса). Всего за первый год из ворот завода вышло около 50 машин.

### 1945—1980: Руководство семьи Агуста
В послевоенной Италии стал возрождаться мотоспорт, поэтому заводская гоночная программа в MV Agusta появилась почти сразу после начала производства дебютного MV 98. Точно не известно, когда именно гонщики MV Agusta впервые вышли на старт, но первая задокументированная победа принадлежит Виченцо Нинчони, выигравшему полулюбительское шоссейное соревнование в Специи 6 октября 1946 года. Неделей позже на гонке в Валенце он занял третье место, а золото досталось его напарнику по команде Марио Корналеа. 3 ноября в Монце заводским гонщикам Нинчони, Корналеа и Марио Палеари удалось впервые занять весь подиум.
В конце 1946 года на фабрике в Кашина-Косте собрали «спешиал» Sport, который от «стандарта» отличался прежде всего наличием телескопической вилки и свечной задней подвески. Рама осталась простой трубчатой (замкнутого типа), была укорочена на 5 см, что «заострило» управляемость. Ради более «спортивной» эргономики прямой руль  заузили, а подножки перенесли назад. Двухтактный двигатель подвергся форсированию путём изменения продувочных окон, поднятия степени сжатия и установки горизонтального карбюратора с диффузором диаметром 20 мм. Коробка передач получила три ступени вместо двух. В результате отдача выросла до 5 л.с. при 5400 об/мин, а максимальная скорость — до 95 км/ч.
Вскоре почти все эти наработки переняла серийная MV 98. К тому моменту кубатура 98 см³ с точки зрения спорта потеряла актуальность. Послевоенная гоночная анархия постепенно уступала место официальным мероприятиям с классическим гран-прийным форматом разделения по классам: 125, 250 и 500 см³.
Представленная на миланском мотосалоне 1947 года линейка новых мотоциклов должна была не только помочь компании подстроиться под изменившиеся технические требования гоночного мира, но и продемонстрировать намерения переманить клиентов у прежних лидеров рынка (в первую очередь, Moto Guzzi, Gilera и Sertum). Вместе с тремя модификациями модели 98 — Normale (с рычажной вилкой), Lusso (с телескопической) и Sport (гоночная) — на стенде «Агусты» стояли также 125-кубовая двухтактная «двойка» и 250-кубовый четырёхтактный «сингл».
Конструкция 250 Turismo была типична для своего времени. Например, при степени сжатия 6,0:1 одноцилиндровый двигатель выдавал 11 л.с. при 4700 об/мин, что позволяло развить 110 км/ч. Из-за слабых характеристик мотоцикл продержался на конвейере три года, а после выпуска 100 единиц, был снят с производства.
«Стодвадцатипятка» же, если не считать двух цилиндров и четырёхступенчатой «механики», представляла собой почти копию MV 98. Её хорошо встретила пресса, но после гастрольного тура по разным шоу и выставкам «двустволка» до серийного производства не дошла, так как оказалась дорогой. Вместо неё весной 1948 года потребителей ждал более доступный 125 Turismo с одноцилиндровым 4,8-сильным мотором объёмом 123,5 см³ (53×56 мм) и рычажной вилкой типа «гирдер», который являлся развитием модели 98.
Одновременно с «гражданской» Turismo была представлена гоночная версия Sport для участия в национальном первенстве и чемпионате мира. Для неё «двухтактник» форсировали до 9 л.с., раму изготовили из тонких труб (масса уменьшилась с 75 до 55 кг), заднюю свечную подвеску дополнили парой фрикционов, а оба колеса заменили на 21-дюймовые (так того требовал технический регламент гонок).
В 1948 году на Гран-при Наций в Фаэнце никто из соперников не смог составить конкуренцию в 125-кубовом классе Франко Бертони и его «Агусте». Следующим летом «осьмушку» MV Agusta обошли четырёхтактные Mondial из Милана и Moto Morini из Болоньи. Граф Доменико Агуста в конце 1949 года переманил из расквартированной в Аркоре Gilera Пьеро Ремора, создателя гоночной четырёхцилиндровой «пятисотки», и главного механика гоночной команды Артуро Магни. Эта пара воспроизвела для нового работодателя 500-кубовую «четвёрку», а также разработала 125-кубовый гоночный мотоцикл с одноцилиндровым мотором с двумя верхними распредвалами. Именно эта «осьмушка» принесла марке первый большой успех: британец Сесил Сэндфорд в 1952 году выиграл Tourist Trophy и стал чемпионом мира в классе 125 см³. Тогда же Лесли Грэм занял второе место в классе 500 см³.
В 1952 году на авиапредприятии Agusta началась лицензионная сборка американских вертолётов Bell, а вместе с ней были заключены соглашения о поставке военной техники флоту Италии, шаху Ирана и милитаристским режимам отдельных стран. Скромное производство экзотических мотоциклов отошло на второй план, а гонки превратились для графа в хобби.
Серийная производственная программа MV Agusta к тому времени состояла из мотоциклов и скутеров исключительно с двухтактными моторами, рабочим объёмом от 98 до 150 см³, а конкуренты предлагали более компактные модели. Поэтому Ремор получил задание спроектировать дорожную четырёхтактную модель.
Новинка была показана в конце 1952 года в двух вариантах: 175 CST и 175 CSTL. Обе версии имели одноцилиндровый, слегка длинноходный (59,5×62 мм) 175-кубовый двигатель мощностью 8 л.с. при 5200 об/мин, сблокированный с четырёхступенчатой коробкой передач. Цилиндр из лёгкого сплава был наклонён вперёд на 10º. Привод клапанов — через коромысла от одного верхнего распредвала, приводимого цепью. Клапаны закрывались шпилечными пружинами. Дуплексная рама — разомкнутого типа, замыкалась через картер силового агрегата; основная часть рамы — трубчатая, со штампованными элементами в задней части. Впереди стояла телескопическая вилка без гидроамортизации, сзади — маятниковая подвеска с двумя гидроамортизаторами. Версия CST комплектовалась раздельными сёдлами и 17-дюймовыми колёсами, вариант CSTL (Turismo Lusso) — сдвоенным седлом-подушкой и 19-дюймовыми колёсами. Мотоцикл весил 103 кг (в версии CST) и разгонялся до скорости 100 км/ч.
Не прошло и года, как это семейство дополнила спортивная модель — MV Agusta 175 CS. Поставив карбюратор с диаметром диффузора, увеличенным с 18 до 22 мм, и подняв степень сжатия, конструкторы сняли с мотора уже 11 л.с. при 6700 об/мин. Такой мотоцикл разгонялся до 115 км/ч. Его интересной особенностью стал бензобак с дискообразными выступами в передней части — за его форму модель получила прозвище Disco Volante (итал. — летающая тарелка). Вскоре появилась ещё более форсированная модификация — 175 CSS, с двигателем мощностью 15 л.с., бензобаком типа Disco Volante и передней длиннорычажной вилкой системы Earles с гидроамортизаторами.
На основе этих спортивных мотоциклов компания разработала серийный гоночный вариант — MV Agusta 175 CSS-5V. На этой машине стоял двигатель мощностью 16 л.с. (заказной набор с двухвальной головкой цилиндра поднимал мощность ещё выше). Мотор, сблокированный с пятиступенчатой коробкой передач, был установлен в дуплексную трубчатую замкнутую раму, изготовленную по образцу машин заводской гоночной команды. За свою хищную внешность аппарат получил прозвище Squalo (итал. — акула). С 1954 по 1957 годы было сделано около 200 таких мотоциклов. Модель навсегда вошла в историю спорта тем, что на такой машине одержал свою первую победу юный Майк Хейлвуд, будущий девятикратный чемпион мира.
175-кубовый верхневальный мотор прославился не только в шоссейно-кольцевых гонках. С 1955 по 1958 годы компания небольшими партиями выпускала также мотоциклы для внедорожных состязаний — мотокросса и многодневки. Но самым неожиданным вариантом был, пожалуй, изготавливавшийся в те же годы трёхколёсный Motocarro грузоподъёмностью 300 кг.
Но у 175-кубового семейства был немалый недостаток — фактически обратная сторона его достоинств. Ведь машина была спроектирована конструктором, лучшую часть своей жизни отдавшим проектированию гоночных аппаратов. И наверняка Пьеро Ремор непроизвольно придерживался правила, которое годы спустя блистательно сформулировал Колин Чепмен, основатель компании Lotus: «Лучшая гоночная машина — та, которая побеждает и разваливается сразу после финиша». Четырёхтактные 175-кубовые моторы MV Agusta отличались прекрасной по тем временам динамикой, но не долговечностью. Им даже дали прозвище «Хрупкие бриллианты». К тому же верхний распредвал осложнял процедуру чистки от нагара, которая при тогдашнем качестве масел и топлива требовалась несколько раз за сезон. Поэтому для нового 125-кубового мотоцикла, который должен был прийти на смену двухтактным моделям, была разработана упрощённая версия четырёхтактного мотора — с нижним распредвалом и штанговым приводом верхних клапанов. Машина дебютировала в 1954 году в двух модификациях: 6,5-сильный Turismo Rapido и 7,5-сильный Rapido Sport. Ходовая часть была аналогична 175-кубовым моделям (хотя на первых экземплярах применялась полностью трубчатая рама, вскоре её сменила такая же смешанная конструкция, как на 175 CST), но на Rapido Sport появилось кардинальное улучшение: передняя телескопическая вилка с гидроамортизацией.
Теперь итальянские инженеры были готовы сделать следующий шаг: подняться в большие кубатуры, то есть вернуться к 250 см³. Осенью 1956 года компания представила новую модель — 250 Raid. Её название как бы намекало: игрушки кончились, пора отправляться в дальний путь — хоть через всю Европу (имя было выбрано голосованием среди дилеров марки). Технически машина стала развитием 125-кубовой модели: одноцилиндровый четырёхтактный двигатель со штанговым приводом верхних клапанов, сблокированная с ним четырёхступенчатая коробка передач, дуплексная рама, замкнутая через картер силового агрегата. Конечно, всё было сделано гораздо солиднее, так что сухая масса мотоцикла возросла со 102 до 160 кг; 14-сильный двигатель с трудом разгонял эту тушку до скорости 115 км/ч. Да и внешне машина оставалась клоном младших моделей, ничем не выдавая свой высокий статус. Видимо, по этим причинам спрос оказался вялым до неприличия. Компания попыталась спасти модель, выпустив в 1959 году 16-сильный 300-кубовый вариант, предложив его также в армейском и полицейском исполнениях. Силовые структуры закупили небольшое количество этих машин, но до крупных контрактов дело не дошло. В итоге за шесть лет было сделано всего около тысячи MV Agusta Raid всех вариантов.
Стремясь окончательно избавить марку от сомнительной славы «хрупких бриллиантов», инженеры компании к сезону 1959 года полностью реконструировали систему смазки: поставили производительный масляный насос, центробежный масляный фильтр, увеличили объём поддона. В рекламе новой 125-кубовой модели MV Agusta 125 TRE маркетологи делали упор на её живучести, заверяя, что мотоцикл без проблем пробежит 100000 км, за что машина получила прозвище Centomila (итал. — сто тысяч).
В 1958 году в Италии приняли новый дорожный кодекс (Codice della strada), запрещавший появление на автострадах мотоциклов с моторами рабочим объёмом 125 см³ и ниже. Поэтому компания выпустила 150-кубовый вариант MV Agusta 150 RS (Rapido Sport). Его 10-сильный двигатель, разгонявший машину до 110 км/ч, позволял держаться в потоке (у самого популярного автомобиля тех времён — Fiat 500 — максимальная скорость была ниже). Этот же мотор, но в дефорсированном до 7 л.с. варианте, применялся и на новом грузовичке — трёхколёсном мотороллере Centauro. Между прочим, эта машинка грузоподъёмностью 350 кг уже имела кабину.
Удешевлённую версию 175-кубового мотора, со штанговым приводом верхних клапанов от нижнего распредвала, компания выпустила в 1957 году. А в 1959 году, расточив этот двигатель до 232 см³, конструкторы создали новый мотоцикл — Tevere (итал. — Тибр). Увы, 11-сильный Tevere динамикой не превосходил более доступную MV Agusta 150 RS, поэтому уже через пару лет из-за малого спроса модель пришлось снять с производства. А вот сам 232-кубовый мотор, снабжённый принудительным охлаждением, выпускался до 1968 года — для комплектации грузового мотороллера Trasporto Tevere.
Если игра на повышение не задалась, почему бы не сыграть на понижение? В 1960 году дебютировало семейство сверхлёгких (базовая версия весила всего 83 кг) мотоциклов Checca, пришедшее на смену модели  Ottantatrè. Технически они были подобны 125-кубовым машинам Centomila, но всё было сделано миниатюрнее. Базовая версия GT оснащалась 83-кубовым мотором мощностью 4 л.с., модификация GTE — 99-кубовым двигателем мощностью 5,15 л.с., а версия Sport — 99-кубовым 6,5-сильным мотором. В 1962 году семейство дополнила версия GTL со 125-кубовым мотором мощностью 5,5 л.с. Хотя серия Checca продержалась в производстве до 1969 года, продажи не были слишком уж впечатляющими. Возможно, помешало название, слишком двусмысленное на местном жаргоне?
Дорожный кодекс 1958 года ввёл понятие ciclomotore: двух- или трёхколёсная машина с мотором рабочим объёмом не более 50 см³, развивающая скорость не более 40 км/ч. Ранее в этой категории царили мопеды. Но поскольку требование об обязательном наличии педалей было снято, а взрослая публика проявляла всё меньше интереса к мототехнике, то итальянская мотопромышленность увидела свой шанс: завоевать сердца мальчишек, предоставив им спортивные мотоциклы в миниатюре. Не отставала и MV Agusta: в 1962 году она вывела на рынок семейство Liberty. Фактически это был тот же Checca, но ещё более облегчённый и упрощённый (подвески без гидравлики, трёхступенчатая коробка передач и т.п.), с 47,7-кубовым двигателем мощностью 1,5 л.с. при 4500 об/мин. Показательно, что продажи версии Liberty Sport значительно превосходили сбыт базового Liberty Turismo.
В начале 1960-х годов MV Agusta решила вернуться во внедорожный спорт (в конце сороковых — первой половине пятидесятых гонщики на «Агустах» преуспели в гонках эндуро, в том числе в знаменитой гонке Six Days). Мотоциклы для многодневных соревнований были созданы по заказу команды Fiamme Oro и наречены именем 125 Regolarita: 125-кубовый двигатель, форсированный до 12,5 л.с., сблокирован с пятиступенчатой коробкой передач. Традиционная для лёгких MV Agusta рама была усилена нижним подрамником, став замкнутой. Дополняли картину 19-дюймовые колёса с внедорожными шинами. Машина оказалась удачной, так что было сделано ещё несколько десятков таких аппаратов для продажи спортсменам-любителям. Достались «плюшки» и обычным покупателям: пятиступенчатая коробка передач стала стандартной для 125-кубовых и 150-кубовых дорожных мотоциклов с 1966 года, модельную гамму дополнила версия Scrambler.
На Миланском мотосалоне EICMA 1965 года главной ударной силой итальянской марки, оттянувшей на себя всё внимание публики, стало появление флагманской модели 600 с рядной «четвёркой» объёмом 590 см³ (о ней — отдельный рассказ). Причём настолько массивной, что премьерный показ полностью новой двухцилиндровой серии оказался почти незамеченным. Во многом из-за того, что внешне он почти ничем не выделялся на фоне своих младших собратьев.
Параллельная «двойка» модели 250 B (Bicilindrica), возможно, и напоминала мертворождённый, изготовленный в количестве трёх (по другим данным, пяти) штук прототип Arno 166 GT образца 1963 года с верхневальным мотором (46,5×49 мм), но имела совершенно иную конструкцию: 247 «кубов» (53×56 мм), батарейная система зажигания, два карбюратора и пятискоростная коробка передач. Её 19 сил хватало, чтобы развить максимальные 135 км/ч. Но цена оказалась слишком высокой, а характеристики — не самыми впечатляющими, отчего к концу 1970 года общее количество выпущенных трёх версий едва достигло 1452 единиц, а модель уступила своё место на конвейере другому поколению — куда более успешной MV Agusta 350 B с расточенным до 349 см³ «двухцилиндровиком».
Мотоциклы MV Agusta становились совершеннее, получили современное по тем временам электрооборудование, модифицированные подвески. Не менялась лишь внешность! Между тем 1960-е годы стали временем коренного перелома в мотоциклетном дизайне, и другие итальянские компании задавали новые стандарты красоты всему миру. А лёгкие мотоциклы MV Agusta оставались такими же, как в 1950-е годы... Лишь в 1970 году дизайнеры компании решились на кардинальную перемену облика, постаравшись к тому же придать ему оригинальность. Увы, покупатели новшество не оценили, и в 1971 году мотоциклы вновь пережили пластическую операцию. Они стали похожи на лёгкие гоночные машины той поры: вытянутые бензобаки, передняя вилка без кожухов, низкие рули, сёдла с «горбиком» в задней части.
Новая MV Agusta 125 Sport вышла на рынок в 1974 году. Вот теперь по дизайну аппарат был впереди планеты всей! Только-только входившие в моду спрямлённые линии отражали тенденцию, годом ранее заданную прототипом MV Agusta 350 Ipotesi. Даже оребрение и картер двигателя были «оквадрачены». Часть машин комплектовалась обтекателем типа Гран-при. Среди технических новшеств — замкнутая полностью трубчатая дуплексная рама, передний дисковый тормоз и электронная система зажигания.
Увы, на этом развитие одно- и двухцилиндровых мотоциклов закончилось. Наследники Доменико Агусты не проявляли большого интереса к мотоциклетной части бизнеса, и она тихо скончалась. В 1977 году MV Agusta 125 Sport стала последним мотоциклом, выпущенным на старом заводе компании.

### 1967—1974: Первые в мире серийные «четвёрки»
Рядные «четвёрки» всегда были отличительной чертой MV Agusta. Впервые подобный тип двигателя конструкции Пьеро Ремора был использован в сезоне Гран-при 1950 года. А когда в середине 1960-х вырос спрос на мотоциклы больших кубатур, возник соблазн приспособить его для дорожного мотоцикла (первый прототип MV Agusta 500 Grand Turismo R19 построила еще в 1951 году). Говорят, граф Агуста дал задание сделать дорожный аппарат таким, чтобы его невозможно было переделать в гоночный, исключив нежелательную для заводской команды конкуренцию. Поэтому MV Agusta 600, дебютировавшая на миланском мотосалоне в 1965 году, отличалась нарочито массивными деталями 592-кубового двигателя, карданным приводом на заднее колесо и весила 221 кг. Она стала первым в мире серийным мотоциклом с поперечной «четвёркой».
За ней последовали модели с моторами рабочим объемом 743, 790, 837 и 862 см³, включая легендарные 750 Sport и 750 S America. Даже когда в 1977 году компания свернула мотоциклетное производство, она дала разрешение Артуро Магни самостоятельно делать и продавать мотоциклы под маркой MV Agusta. Наиболее совершенная модель, Grand Prix 1100 1978 года, развивала 119 л.с., весила всего 202 кг и разгонялась с места до 100 км/ч за 3,9 с.
История модели 750 S America началась с того, что американским дилерам марки Крису Гарвиллу и Джиму Котерману пришла мысль о потенциальных перспективах флагманской «семьсот-пятидесятки» MV Agusta. При условии внесения ряда изменений, причём как во внешний вид, так и в конструкцию. Поэтому осенью 1974 года они отправились в итальянский городок Кашина-Коста, дабы обсудить свою идею с графом Агустой. А чтобы тот внял их словам, они поведали о готовности реализовать сотни подобных машин.
То, что в итоге получилось, сами творцы меж собой окрестили Luxury Café Racer (англ. — люксовый кафе-рейсер). Облик новоявленной «Америки» формировали 19-литровый бак, короткое «гоночное» крыло, одиночное седло из алькантары и четыре мегафона глушителей (покупатель мог выбирать между хромированными и зачернёнными). Двигатель увеличенного до 789,3 куб. см объёма питался батареей из четырёх карбюраторов Dell’Orto с диффузорами диаметром 26 мм (уменьшенный, по сравнению с оригинальным 750 S, размер объяснялся желанием сделать мотоцикл менее чувствительным к неровностям). Тем не менее рядная «четвёрка» со степенью сжатия 9,5:1 выдавала внушительные для своего времени 75 л.с., что позволяло разогнать 750 S America до 210 км/ч.
Однако надежды дилеров, увы, не оправдались: желающих купить итальянского жеребца за 6500 долларов нашлось немного (для сравнения Honda CB750 стоила 2190 долларов), отчего всё производство ограничилось 540 экземплярами.

### 1973—1977: Революционные «триста пятьдесят»
Когда автомобильные дизайнеры принимаются за мотоциклы, их творения не имеют успеха. MV Agusta 350 S Ipotesi может служить подтверждением этого тезиса — и его же опровержением.
Да, эта машина выпускалась всего два года, и было сделано меньше 2000 аппаратов. Но эта прискорбная скромность вызвана скорее тем, что компания MV Agusta после смерти графа Доменико Агуста — фанатичного энтузиаста мотогонок — утратила интерес к мотоциклам вообще и в 1977 году полностью переключилась на свой основной бизнес — производство вертолетов. Зато дизайн MV Agusta 350 S стал определяющим в двухколесном мире на следующие 15 лет!
Мотоцикл — сущность круглая, ведь его облик определяют прежде всего колёса, которые квадратными не сделаешь. И дизайнеры старались скруглять всё: бензобаки, фары, моторы... И вдруг в 1973 году MV Agusta на своем стенде в Милане выставляет прототип 350 Ipotesi, созданный в ателье Italdesign знаменитого уже тогда Джорджетто Джуджаро. Он придал оквадраченные формы даже картеру и цилиндрам двигателя! А также бензобаку, седлу, облицовкам... Довершали футуристичную картину литые колёса и дисковые тормоза «по кругу» — новшество для той поры. Фурор!
Через два года под обозначением 350 S машина пошла в серию. Производитель сохранил даже спрямленные формы внешних деталей силового агрегата (при том, что оставил внутреннюю начинку от старой модели). А тему «плоское катать» подхватили создатели мотоциклов во всем мире.

### 1946—1977: Эксперименты и неформатная техника
Компания MV Agusta не была бы собой, если бы ограничилась исключительно мотоциклами. Так в 1949 году производственную программу MV Agusta украсили скутеры. А в 1955 году — ещё и мопеды, которые компания выпускала до 1969 года. В 1975 году под этой маркой появился и минибайк. Внешне он имитировал прославленные гоночные аппараты — вплоть до четырех глушителей. Но под обтекателем типа Grand Prix скрывался 50-кубовый моторчик мощностью всего 1,5 л.с.
Речь не про выставленный в Museo Agusta двухместный автомобильчик Пьеро Ремора Vetturetta 350 (итал. — микроавтомобиль): тот создавался в 1953 году  исключительно в целях демонстрации потенциала молодой фирмы. Речь про грузовые машины.
Первый утилитарный трёхколёсник спроектировали едва ли не одновременно вместе с MV 98. В целях унификации его оснастили тем же 98-кубовым одноцилиндровым «двухтактником», что и основную модель. Деревянная грузовая платформа располагалась перед водителем, а тот управлял трициклом при помощи автомобильного руля. В 1948 году несколько машин были оснащены двухтактным одноцилиндровым мотором объёмом 125 см³ с 3-скоростной коробкой передач.
Второй вариант грузовичка, представленного в 1954 году, имел уже более привычные очертания: металлическая платформа располагалась позади водителя, руль стал мотоциклетным, а в качестве силового агрегата использовался более тяговитый четырёхтактный мотор, переделанный под карданный привод из 172,3-кубового верхневального «сингла» от модели 175 CST.
Ему на смену в 1958 году пришёл трёхколёсный мотороллер Centauro, который приводился в движение дефорсированным до 7 л.с. «четырёхтактником» от 150-кубовой версии модели Centomila (её переделали под карданный привод и ради лучшего охлаждения снабдили увеличенным маслонасосом и вентилятором) и уже имел кабину. Как и, к слову, его большой брат — модель Trasporto Tevere с увеличенной с 350 до 700 кг грузоподъёмностью: внутри стоял 9-сильный одноцилиндровый двигатель объёмом 232 см³ с принудительным охлаждением.
Впрочем, самый настоящий автомобиль появился в гамме MV Agusta в 1956 году. Модель 1100/D2 оснащалась двухцилиндровым 1097-кубовым дизелем мощностью 27 л.с., работающимв паре с четырёхступенчатой «механикой», и была готова перевезти тонну груза. Малотоннажник предлагался в виде бортового грузовичка, фургона и шасси без кузова. Позже появилась модификация 1101/D2L с полезной нагрузкой 1200 кг.
Из экспериментальных машин стоит упомянуть одноместную самоходку на воздушной подушке с двухтактным твином объёмом 300 см³ (1959 год), компактный трактор (1962 год) и созданный по заказу Министерства обороны Италии сочленённый гусеничный вездеход (1969).

### 1991—2004: Возрождение марки. Эпоха Cagiva
Марка MV Agusta могла бы сгинуть насовсем, если бы не семейство Кастильони.
В 1960 году Джованни Кастильони основал компанию по выпуску металлической фурнитуры: кнопок и заклёпок для джинсов, замочков и петель для чемоданов и всего прочего. Бизнес процветал, и вскоре в дело вошли два его сына — Джанфранко и Клаудио. Но настоящей страстью для парней были мотоциклы. Что совсем не удивительно: в том же Варезе располагался завод компании Aermacchi (который в 1960-е стал европейским филиалом концерна Harley-Davidson), а в близлежащем Галларате создавал свои легендарные гоночные аппараты граф Агуста.
MV Agusta была мечтой братьев Кастильони, и в конце 1976 года, когда эта компания объявила об уходе из мотогонок, они попытались выкупить её гоночную команду. Но Коррадо Агуста не захотел отдавать марку богатым выскочкам и предпочел, чтобы она упокоилась с миром. Тогда Кастильони купили мотоцикл Suzuki RG500, раскрасили его в традиционные для MV Agusta цвета — красный и серебряный — и предоставили его в сезоне 1978 года гонщикам Джанфранко Бонера и Марко Лучинелли. В том же году они купили у Harley-Davidson старый завод Aermacchi в Варезе, переименовав его в Cagiva (CAstiglioni+GIovanni+VArese). Производственная программа, состоящая из двухтактных мотоциклов устаревшей конструкции, мало интересовала братьев: их привлекло гоночное отделение, принесшее Harley-Davidson четыре титула чемпиона мира. Его конструктор, Эцио Масчерони, возглавил новый амбициозный проект — Cagiva 500GP.
Кастильони вскоре превратили свое предприятие в крупнейшего итальянского производителя мотоциклов, выпуская по 40 000 машин ежегодно. Под руководством голландского кудесника Яна Виттевена были созданы внедорожные мотоциклы, на которых Пека Вехконен и Дэйв Стрийбос выиграли чемпионаты мира по мотокроссу в классе 125 см³ в 1985 и 1986 годах. Наконец, после 12 лет усилий, миллиардов затраченных лир и миллионов часов человеческого труда, принесла первый плод программа Cagiva 500GP: 12 июля 1992 года Эдди Лоусон выиграл Гран-при Венгрии. Впоследствии еще несколько побед принес в командную копилку Джон Косински, занявший третье место по итогам сезона в 1994 году.
К сожалению, в конце того года братьям Кастильони, пострадавшим от биржевого краха, пришлось свернуть программу участия в MotoGP. Но к тому времени другая марка принесла им уже четыре титула чемпиона мира WSBK — Ducati.
В начале 80-х годов судьба производителя L-твинов из Болоньи казалась незавидной: компания выпускала меньше 3000 мотоциклов в год, не давала прибыли, и её тогдашний владелец, государственное предприятие VM Group, хотел было развернуть на её заводе производство дизельных двигателей. Но в 1985 году, буквально за несколько дней до гибели марки, её выкупили Кастильони. И всего за несколько лет им удалось полностью изменить и судьбу компании, и её имидж.
Понимая, что Ducati нужен новый двигатель, братья поручили его разработку молодому инженеру Массимо Борди. Тот сохранил традиционный формат — V-твин с углом развала 90º и десмодромным приводом клапанов, — но в своем Desmoquattro впервые для марки использовал жидкостное охлаждение, впрыск топлива и четырёхклапанные головки цилиндров. На прототипе Ducati 851 Марко Лучинелли выиграл первую же его гонку, в Дайтоне в марте 1987 года, а через год он победил в первой гонке дебютного чемпионата WSBK. Первый из 14 титулов чемпиона мира WSBK принес марке Раймон Роше в 1990 году. Но, как это ни парадоксально, ещё больше порадовал Клаудио Кастильони следующий год, когда чемпионом мира стал Дуг Полен на Ducati частной команды Team Ferracci.
Постепенно Клаудио выдвинулся на первое место в управлении мотоциклетными компаниями: к Cagiva и Ducati он прибавил Moto Morini в 1987 году и Husqvarna в 1989-м. В том же 1989 году Cagiva приобрела у английского концерна ВМС права на производство автомобиля Mini Moke: его выпускали в Португалии с 1990 по 1993 годы.
Начало 1990-х годов ознаменовано двумя победами Эди Ориоли на Cagiva Elefant в ралли-рейде «Париж — Дакар» (в 1990 и 1994 годах) и появлением двух знаковых мотоциклов Ducati: Monster конструкции Мигеля Галлуцци и спроектированный Массимо Тамбурини спортбайк 916. Увы, биржевой кризис 1990-х заставил Кастильони продать Ducati в 1997 году американской финансовой группе TPG. Тамбурини не ушел к американцам, а занялся проектированием 750-кубовой Cagiva F750 — мотоцикла с четырехцилиндровым двигателем конструкции Рикардо Росы, инженера Ferrari.
Когда в ноябре 1997 года эта машина под названием F4 предстала перед посетителями мотосалона EICMA в Милане, всех ждал сюрприз: на её бензобаке красовался логотип MV Agusta! Кастильони выкупил права на марку у семьи Агуста еще в 1991 году и теперь заявил её как Ferrari среди мотоциклов.
История создания сотрудничества с Ferrari вообще крайне любопытна. В 1990 году Пьеро Феррари, сын Энцо, сконструировал для Cagiva карбоновое шасси для 500-кубового гран-прийного прототипа. Позже проект гоночного мотоцикла для «королевского» класса MotoGP передали тому самому Риккардо Росе, который, изменив конструкцию маятника и ряд деталей, смог довести дело до побед: в 1992 году Эдди Лоусон выиграл Гран-при Венгрии на «Хунгароринге». Так что совсем не удивительно, что создание двигателя для будущего гражданского спортбайка доверили именно Риккардо Росе.
Путь от сформулированной Кастильони идеи до серийного MV Agusta F4 750 занял ровно восемь лет. Мотоцикл оснащался рядной «четвёркой» объёмом 749 см³ с радиально расположенными клапанами, которая выдавала 126 л.с. при 12500 об/мин и 72 Н·м при 10500 об/мин. Максимальная скорость — до 275 км/ч. А главное — его дизайн не оставлял равнодушным никого. Более того, многие не без оснований приравнивали его к высокому искусству.
В Музее Гуггенхайма в Нью-Йорке с 26 июня по 20 сентября 1998 года проходила выставка The Art of the Motorcycle. Список экспонатов включал 95 наиболее выдающихся мотоциклов всех эпох. Причём четыре из них — марки MV Agusta. Пятидесятые и шестидесятые годы XX столетия представляли два гран-прийных 500-кубовых прототипа MV Agusta сезонов 1956 и 1968 годов, первую половину семидесятых — MV Agusta 750 S (743 см³) 1973 года, а конец девяностых — MV Agusta F4 750 1998 года. Популярность выставки оказалась столь высока, что музей демонстрировал её потом ещё дважды: в филиалах в Бильбао и Лас-Вегасе.
С минимальными изменениями F4 750 продержался на конвейере вплоть до 2004 года, когда его там сменил F4 1000. При этом наряду со стандартными версиями 750-кубового спортбайка (S, S 1+1, S EVO2 и S EVO3) выпускались также специальные: Senna в 2002 году (посвящена легендарному бразильскому гонщику Айртону Сенне и отличается серьёзно переработанным двигателем увеличенной до 140 л.с. отдачей) и SPR/SR в 2003-м (другие головка блока цилиндров, впуск и выпуск подняли мощность до 146 л.с.). Тираж каждого из таких «спешиалов» был ограничен 300 единицами.

### 2004—2016: Время перемен: то вверх, то вниз
MV Agusta стала главным брендом концерна Cagiva, но, к сожалению, недостаток наличности заставил Клаудио Кастильони в декабре 2004 года продать контрольный пакет акций малайзийскому автопроизводителю Proton за 70 миллионов евро, а тот всего через год переуступил компанию итальянскому финансовому холдингу GEVI S.p.A. всего за 1 евро.
Тем временем Кастильони взялся за другой проект: добился у американского финансиста Оливера Кёрми, которому тогда принадлежали права на марку Norton, согласия на производство в Италии нового поколения мотоциклов Norton, конструкции Тамбурини. Увы, руководство GEVI не одобрило сделку. Вместо этого, в стремлении выжать прибыль «здесь и сейчас», оно в июле 2007 года продало Husqvarna — самое прибыльное отделение концерна — BMW. Клаудио был весьма удручён всеми этими решениями, тем более что производство еле теплилось, и грустный финал был, казалось, не за горами.
Но уже в который раз Кастильони вытащил кролика из шляпы: в июле 2008 года концерн Harley-Davidson объявил, что он покупает за 109 миллионов долларов США (примерно 70 миллионов евро) ту же компанию, которую продал ровно 30 лет назад! Клаудио Кастильони остался её президентом, и американские инвестиции (приблизительно 40 миллионов евро) позволили расплатиться по долгам, модернизировать выпускаемые модели и спроектировать совершенно новый F3, с рядной «тройкой» конструкции Эцио Масчерони — да-да, того самого инженера, кто разрабатывал гоночный Cagiva 500GP. Но медовый месяц длился чуть больше года. В мировой экономике наступила рецессия, и Harley-Davidson, удручённый резким падением продаж на американском рынке, в октябре 2009 года объявил, что выставляет MV Agusta на продажу.
И вот тут Клаудио вновь повезло. Да как! 6 августа 2010 года MV Agusta, финансово здоровая и серьёзно омолодившаяся, вернулась в руки итальянцев: её за 1 евро вновь выкупила семья Кастильони.
На счастье, финансовых инъекций Proton и Harley-Davidson оказалось достаточно ещё и для того, чтобы осенью 2009 года представить на EICMA очередное поколение экстремального спортбайка F4 с новым двигателем Corsa Corta объёмом 998 см³ и мощностью 201 л.с. — первым новым четырёхцилиндровым мотором MV Agusta после дебюта «литровой» модификации в 2005 году. Тогда же обновилась и линейка «раздетых» Brutale, получившая индексы 990 R (998 см³, 139 л.с.) и 1090 R (1078 см³, 142 л.с.). Как итог — за первые три месяца 2010 года продажи увеличились на 50%, а к концу года общее число реализованных мотоциклов достигло 3650 единиц.
Однако 17 августа 2011 года после продолжительной болезни в возрасте 64 лет умирает владелец и президент MV Agusta S.p.A. Клаудио Кастильони, за несколько месяцев до этого успев презентовать на миланской выставке прототип трёхцилиндрового семейства F3. Вместо него во главе компании встаёт Джованни Кастильони, сын Клаудио, а вице-президентом становится вернувшийся в мотопромышленность Массимо Борди.
«F3 — наше будущее», — слова Джованни Кастильони, сказанные им на презентации F3, фактически раскрывали стратегию развития MV Agusta после 2010 года. В 2012 году на заводе в Варезе начинается производство «суперспорта» F3 675 и его нейкед-версии Brutale 675. Год спустя им компанию составляют 798-кубовые спортбайк F3 800 и гипермотард Rivale 800. Ещё через год гамма трёхцилиндровых моделей расширяется за счёт родстеров Brutale 800 и Brutale 800 Dragster, а также туреров Turismo Veloce 800 и Stradale 800.
Дела вроде бы пошли в гору, о чём свидетельствовала статистика продаж: в 2011 году MV Agusta отгрузила дилерам 3687 мотоциклов (+1% по сравнению с предыдущим годом), в 2012-м — 6557 (+70%), в 2013-м — 7488 (+14%), в 2014-м — 9200 (+23%). Но, как ни парадоксально это звучит, взрывной рост привёл к тотальному дефициту финансов — чем больше увеличивался тираж, тем больше требовалось дензнаков для его производства, — и компания стала проваливаться в долговую яму. Всё это накладывалось на традиционные проблемы фирмы с дилерской сетью, послепродажным обслуживанием и поставками запчастей. Поэтому партнёрское соглашение с Mercedes-AMG, о котором официально объявили 31 октября 2014 года, для всех выглядело спасением.
Доподлинно неизвестно, подтолкнуло ли Mercedes-AMG к данному решению желание перещеголять Volkswagen Group (тот руками дочерней Audi незадолго до этого купил Ducati) или что-то ещё, но немецкая компания приобретала 25% в MV Agusta Motor S.p.A. (по неподтверждённым данным, пакет акций обошёлся в сумму 30 миллионов евро вливаний в компанию) и вместе с этим обязалась оказывать содействие в сфере продаж и маркетинга. Этого известия оказалось достаточно, чтобы кредиторы поверили в MV Agusta, и в феврале 2015 года миланский банк Banca Popolare di Milano (BPM) под гарантии итальянского экспортно-кредитного агентства SACE выделил 15 миллионов евро для реализации нового бизнес-плана. Кроме того, поставщики комплектующих согласились без предоплаты отгрузить MV Agusta запчасти на общую сумму 25 миллионов евро.
В самом же концерне Mercedes-AMG, похоже, не очень хорошо понимали, как функционирует мотобизнес, тем более итальянский. Инвестировать в MV Agusta больше, чем уже потратили на покупку 25-процентной доли в ней, немцы явно не спешили. Так что уже в начале 2016 года в итальянской прессе заговорили о разочаровании Джовани Кастильони в сложившемся союзе и намерениях выкупить акции у Mercedes-AMG. Немцы, разумеется, и сами были готовы избавиться от непрофильного (читай: обременительного) актива с долгами свыше 40 миллионов евро. Однако, с учётом имевшейся в кредитном договоре с BPM оговорки, позволяющей банку требовать преждевременного погашения задолженности, если участие Mercedes-AMG в уставном капитале MV Agusta упадёт ниже 20%, ситуация становилась крайне щекотливой. С учётом того, что долги продолжали расти, поставщики стали массово отказываться отгружать запчасти. Поэтому MV Agusta пришлось прибегать к специальным судебным процедурам, чтобы избежать, казалось бы, неминуемого банкротства.
В марте 2016 года суд муниципалитета Варезе в отношении компании MV Agusta Motor S.p.A. утвердил защитный акт concordato di continuità (итал. — соглашение о последовательности), в соответствии с которым на период поиска нового инвестора вводился мораторий на удовлетворение требований кредиторов (иначе говоря, введено процедура управляемого банкротства). По первоначальному плану MV Agusta обязана была сократить производство с 9000 мотоциклов в год до 6000-7000, траты на конструкторские работы — с 15 миллионов евро до 7 миллионов, а расходы на гоночное подразделение Reparto Corse — с 4 миллионов евро до 600 тысяч. Кроме того, фабрике предстояло уволить не менее 200 работников.
Впрочем, окончательный план реструктуризации задолженности был представлен суду через полтора года, а в декабре 2017 года он  был одобрен. Так на фабрику пришёл новый инвестор.

### 2017: Приход Black Ocean Group
В ноябре 2016 года Джованни Кастильони и англо-российский фонд COMSAR Invest (входит в группу компаний Black Ocean Group), управляемый семьей Сардаровых, договариваются о заключении инвестиционного соглашения. Предложенный ими план реструктуризации задолженности MV Agusta Motor S.p.A. суд утверждает в марте 2017 года и вместе с этим продлевает действие защитного акта. В середине 2017 года новые партнёры окончательно оформляют деловые отношения, в соответствии с которыми 51% акций MV Agusta Holding (именно ему принадлежит MV Agusta Motor S.p.A.) остаётся у Джованни Кастильони, а 49% переходят к Black Ocean Group.
Сделку по выкупу 25% акций MV Agusta Motor S.p.A. у Mercedes-AMG стороны закрыли финальным переводом в ноябре 2017 года.
На миланской выставке EICMA 2018 года MV Agusta объявила о запуске в серию семейства новых моделей на базе 1000-кубовых рядных «четвёрок», созданных главным конструктором марки Брайаном Гилленом и дизайнером Эдрианом Мортоном. Первым представлен Brutale 1000 Serie Oro, чьи 208 л.с. (или 212 л.с. после установки прямоточной выпускной системы) и 115 Н·м позволили добиться максимальных 312 км/ч, что гарантировало ему на тот момент звание самого мощного и быстрого мотоцикла без обтекателя в мире. Кроме того, посетители мотосалона EICMA признали Brutale 1000 Serie Oro самым красивым мотоциклом шоу: за него проголосовали 35%, тогда как за ближайшего соперника Ducati Hypermotard SP — 19%, а за занявшую третью строчку Aprilia RSV4 1100 Factory — 9%.
Там же MV Agusta продемонстрировала ещё несколько новинок. Первая — ретроспортбайк Superveloce 800 Serie Oro, на платформе 148-сильного  F3 800, чей дизайн — цитирование внешности итальянских спорткаров шестидесятых годов и формул семидесятых. Вторая — «спортлитр» F4 Claudio: его выпуском компания завершила историю модели F4 и выразила дань уважения Клаудио Кастильони. Тираж каждой из них — 300 и 100 единиц соответственно.
В конце 2018 года итальянская фабрика MV Agusta завершила процедуру увеличения уставного капитала на 40 миллионов евро. В этом же году председателем правления MV Agusta был назначен Тимур Сардаров.
В октябре 2019 года компания анонсировала обновленный пятилетний бизнес-план, предусматривающий рост производства до 25 000 единиц техники в год. Заместителем генерального директора назначен инженер и менеджер Массимо Борди, а на пост финансового директора — Паоло Беттин. Бывший президент компании Джованни Кастильони оставлен в компании на правах консультанта.
По мнению первых лиц MV Agusta рост производства должна обеспечить среднекубатурная техника, созданная совместно с китайской компанией Loncin Motor Co. Ltd, соглашение с которой было подписано в июле 2019 года.

## MV Agusta в мотогонках
Основные статьи: MV Agusta 350 racers и MV Agusta 500 racers

С 1953 года MV Agusta стала выступать в классах 125, 350 и 500 см³. В середине 1950-х годов ввели дисциплину 175-кубовых мотоциклов. 
Во второй половине 1950-х годов продажи мотоциклов стали падать, поэтому, чтобы сократить затраты, после сезона 1957 года итальянские производители мотоциклов Gilera, Moto Guzzi и Mondial приняли совместное решение уйти из мотогонок. Поначалу Доменико Агуста согласился сделать то же самое, но потом передумал. Трижды подряд — в 1958, 1959 и 1960 годах — пилоты мотоциклов MV Agusta выигрывали чемпионаты во всех классах «одиночек»: 125, 250, 350 и 500 см³. После этого Доменико Агуста решил сосредоточить усилия в двух старших классах. В классе 350-кубовых мотоциклов победа MV Agusta досталась в 1961 году, а затем — подряд с 1968 по 1973 год. Титулы в «пятисотках» команда не уступала до самого 1974 года. За команду MV Agusta выступали лучшие гонщики — Карло Уббиали, Джон Сертис, Майк Хейлвуд, Джакомо Агостини, Фил Рид. Красный цвет гоночных машин стала отличительной чертой Grand Prix Racing в 1960-х и начале 1970-х.
В 1971 году граф Доменико Агуста умер. Новое руководство ограничило финансирование гонок. Это сказалось на спортивных результатах и на рыночных позициях. Команда MV Agusta выиграла последний Гран-при в 1976 году, а после 1980 года прекратила участие в Гран-при. Вскоре после этого было прекращено производство мотоциклов (некоторое время под этой маркой выпускал мотоциклы Артуро Магни).
Мотоциклы MV Agusta за период с 1948 по 1976 год выиграли 270 гонок MotoGP, 38 личных чемпионских титулов и 37 кубков конструкторов. Во многом благодаря таким гонщикам, как Джакомо Агостини, Майк Хейлвуд, Фил Рид, Карло Уббиали, Гари Хокинг и Джон Сёртис.

### 1972: Появление антикрыльев
С 2010-х годов вся мотоотрасль словно помешалась на аэродинамических элементах, увеличивающих прижимную силу. Оно и понятно: скорости растут вслед за мощностью, а значит, любые способы увеличения контроля хороши. Но желание приручить воздух появилось не вчера. И даже не два дня назад. Первый опыт MV Agusta в этой области датируется аж 1972 годом, когда только-только присоединившегося к итальянской марке британца Фила Рида привлекли к тестированию прежде невиданного 500-кубового гран-прийного мотоцикла. Отличительными чертами гоночного прототипа стали рядная «четвёрка» с вращающимся в противофазе с движением коленвалом, а также обтекатель с приделанными к нему двумя спойлерами (именно этот экземпляр дожил до наших дней). Однако результаты испытаний тогда не слишком впечатлили итальянцев, так что дебюта антикрыльев в гонках пришлось ждать ещё пару лет. На бельгийском этапе 1974 года, который проходил на сверхбыстром «кольце» Спа-Франкоршам, «окрылённые» мотоциклы вывели на старт сразу оба заводских гонщика — Фил Рид и Джанфранко Бонера. Но то ли их напрягло падение максимальной скорости, то ли ещё что-то, да только и в этот раз они признали конструкцию малоэффективной, отчего про антикрылья в MV Agusta вновь позабыли. До 2018 года, когда на миланском мотосалоне EICMA представили серийный 208-сильный нейкед Brutale 1000 Serie Oro с парой аэродинамических элементов по бокам от радиатора системы охлаждения, которые на скорости 300 км/ч обеспечивают 15 кг прижимной силы.

### 1976: Гоночный «оппозит»
К середине семидесятых в «королевском» классе Гран-при стало очевидно, что рядным четырёхтактным «четвёркам» MV Agusta, несмотря на заработанные 18 мировых титулов, тягаться с японскими «двухтактниками», увы, больше не по зубам. В 1975 году двукратный чемпион Фил Рид сумел выиграть лишь две гонки в бельгийском Спа-Франкоршам и чешском Брно. В 1976 году Джакомо Агостини добился и того меньше — единственного золотого подиума в Западной Германии. Поэтому шеф-инженер «Агусты» Джузеппе Боки, успевший в своё время поработать на Lamborghini и Ferrari, предложил решить вопрос радикально — и разработал абсолютно новую оппозитную «четвёрку» жидкостного охлаждения с продольным размещением в раме.
Новый мотор конструктивно напоминал одну из его прежних работ — 12-цилиндровый «оппозит» для «первой формулы» Tecno PA123 образца 1972 года. Четырёхцилиндровый «боксер» MV Agusta получил двухвальные четырёхклапанные головки, горизонтальные карбюраторы Dell’Orto, электронное зажигание и цепной привод на заднее колесо. Шестиступенчатая коробка располагалась под цилиндрами, а передача момента от двигателя производилась «гитарой» шестерён.
Из первых опытных образцов удалось выжать приблизительно 100 л.с. Этого, конечно же, было ещё недостаточно, чтобы конкурировать на равных с более лёгкими и манёвренными двухтактными машинами. Но до прямых схваток дело так и не дошло: в конце 1976 года семья Агуста решила закрыть мотоциклетную программу, причём как гоночную, так и производственную.
Впрочем, двум 500-кубовым «оппозитам» всё-таки повезло. В середине 1980-х годов их приобрёл фанат ретро-гонок, коллекционер и основатель Team Obsolete Роберт Яннуччи, который с тех пор пытается восстановить уникальные агрегаты до рабочего состояния. Пока не слишком успешно.

### Возвращение в кольцевой мотоспорт
В отсутствии заводской команды, частные команды использовали для гонок модель F4 750 с 2003 года. В мае 2007 года компания подтвердила своё намерение вернуться в гонки в 2008 году — в Superbike World Championship. Предполагалось создать команду на основе базирующейся в Великобритании команды Team Foggy Racing Карла Фогарти, однако Фогарти позже отказался от этого проекта из-за нехватки субсидирования. Гоночная программа MV Agusta стартовала в 2008 году — Лука Скасса выиграл Italian Superbike Championship на мотоцикле MV Agusta.

## Модельный ряд

### 1945-1980-е годы
| Годы производства                               | Мотоцикл                                        | Примечание | Фото |
| Прототипы                                       |                                                 | |      |
| 1945                                            | Vespa 98                                        | Самый первый мотоцикл, сделанный под маркой MV. Изначально назывался Vespa, но права на это имя к тому времени оказались заняты. |      |
| 1947                                            | 125 Zefiro                                      | Всего через год после старта производства модели 98 был представлен мотоцикл с двухтактной рядной «двойкой» объёмом 125 см³ и четырёхступенчатой коробкой передач. Его горячо встретила как пресса, так и публика. Но из-за дороговизны до серийного производства так и не добрался. |      |
| 1950                                            | 500 Turismo R19                                 | Технические данные 500 Turismo R19 поражали: поперечная рядная «четвёрка», 494,4 см³, двойные распредвалы, батарея карбюраторов Dell’Orto SS1 27 DS, 38-40 л.с. при 8500 об/мин, четыре передачи, карданный привод и максимальная скорость на уровне 180 км/ч. Однако этот мотоцикл, который представлял собой гражданскую версию гоночной «пятисотки» конструкции Пьеро Ремора, и не должен был становиться серийным. Даже несмотря на объявленную цену 950 000 лир и периодическую засветку на разных выставках на протяжении нескольких лет. Его задача — продемонстрировать возрождающийся потенциал послевоенной Италии. |      |
| 1953                                            | 350 Vetturetta                                  | Пьеро Ремор помнил, что компания Agusta исторически связана с миром авиации, поэтому, создавая 236-килограммовый концепт двухместного микроавтомобиля Vetturetta, он попытался обыграть образ крылатых машин в дизайне, усилив эффект прозрачным колпаком кабины и вынесенными за пределы кузова колёсами. Силовой агрегат — оппозитный четырёхтактный твин объёмом 350 см³. Мотор развивал 34 л.с. при 8000 об/мин и был агрегатирован с четырёхступенчатой коробкой передач. |      |
| 1955                                            | 300 Bicilindrico                                | Один из тех редких случаев, когда Доменико Агуста решил доверить разработку человеку со стороны. Сотрудничество с римским инженером Джаннини привело к созданию среднекубатурного прототипа с рядной «двойкой», оснащённой двумя верхними распредвалами, четырёхступенчатой коробкой передач и электростартером. Рабочий объём четырёхтактного мотора поначалу ограничили 294,8 см³, но позже довели до 350. Трубчатая рама со штампованными элементами сочеталась с передней длиннорычажной вилкой системы Earles. Мотоцикл презентовали на миланском мотосалоне 1955 года, но, чтобы не плодить конкуренции популярной на тот момент модели 175, его решили в серию не пускать. |      |
| 1959                                            | Hovercraft                                      | На пресс-дне 1959 года Доменико Агуста представил мотоцикл на воздушной подушке. Стеклопластиковый корпус 168-килограммовой машины копировал американский экспериментальный аналог производства компании Bell Aircraft образца 1954 года. А вот двухтактный оппозитный двигатель объёмом 300 см³ с двумя карбюраторами Dell’Orto VB24 B2 был собственной разработки. Развиваемых им 16 л.с. при 5200 об/мин было достаточно, чтобы раскрутить деревянный двухлопастной винт диаметром 760 мм и перевезти кого-либо не тяжелее 100 кг. |      |
| 1962                                            | 185 Trattore                                    | Прототип компактного четырёхколёсного трактора конструкции Джоаккино Коломбо с двухцилиндровым дизелем от фургона MV 1100 D2 (1097 см³, 24 л.с.) предназначался для работ преимущественно на виноградниках, где нужна была узкоколейная машина. Все колёса были управляемыми, что гарантировало малый радиус разворота — 1,6 м. Длина × ширина × высота: 1960×1000×1193 мм. Колёсная база: 1050 мм. Колея: 810 мм. |      |
| 1963                                            | 166 Arno                                        | Проект дорожного мотоцикла с двухцилиндровым четырёхтактным мотором объёмом 166 см³ (46,5×49 мм) с верхним расположением распредвала. Он был не только презентован, но и внесён в официальный каталог серийной продукции по цене 246 000 лир. Однако всё ограничилось изготовлением трёх (по некоторым данным, пяти) тестовых экземпляров, которые стали базой для модели 250 B. |      |
| 1967                                            | 146                                             | На миланской выставке EICMA 1967 года компания представила прототип с двухцилиндровым двухтактным мотором объёмом 146 см³, агрегатированным с пятиступенчатой коробкой передач. Внешность его была соткана из дизайнерских цитат, прежде встречавшихся на разных моделях компании: начиная от 125 C образца 1949 года до мокика Germano 1964 года. А вот «двухтактник» с сильно наклонёнными цилиндрами был в новинку. Впрочем, серийного продолжения у прототипа не было. |      |
| 1977                                            | 750 SS                                          | В 1975 году на фабрике пришли к мнению, что модели 750 S America требуется подходящий наследник. Двигателист Джузеппе Бокки взялся за создание 16-клапанной рядной «четвёрки» с непривычно сильным наклоном блока цилиндров. Параллельно с ним был построен макет на базе рамы от гран-прийного прототипа, цепным приводом на заднее колесо и куском пенопласта вместо мотора. Однако этим всё и ограничилось. Сохранились только фотографии. |      |
| Серийные мотоциклы с одноцилиндровым мотором    |                                                 | |      |
| 1945–1948                                       | 98                                              | Первая серийная модель под маркой Meccanica Verghera Agusta. Мотоцикл был прост как по конструкции (а значит, надёжен), так и в обслуживании. И к тому же стоил недорого. Приводился в движение одноцилиндровым «двухтактником» объёмом 98 см³ с трёхканальной продувкой, шестерной моторной передачей и двухступенчатой коробкой передач. Шасси — стальная трубчатая рама без задней подвески, с рычажной вилкой типа «гирдер» и 19-дюймовыми колёсами. До 1947 года выпускался в двух исполнениях: Economica и Turismo (его отличало наличие трёхступенчатой коробки передач и маятниковой подвески заднего колеса). После — в трёх: Normale (с рычажной вилкой), Lusso (с телескопической) и Sport (гоночная). |      |
| 1947–1949                                       | 250 Turismo                                     | Конструкция 250 Turismo была типична для своего времени. Длинноходный четырёхтактный двигатель с чугунным цилиндром, зажиганием от магнето, шестерённой моторной передачей и четырёхступенчатой коробкой. Рама — простая трубчатая. Вилка — телескопическая. При степени сжатия 6,0:1 «одностволка» выдавала 11 л.с. при 4700 об/мин, что позволяло развить 110 км/ч. Иначе говоря, характеристики неплохие, но не выдающиеся. А раз так, то и менять технику проверенных марок на малоизвестную модель люди не спешили. Тираж: 100. |      |
| 1948–1949                                       | 125 Turismo                                     | Логическое продолжение модели 98 с двигателем увеличенного объёма. Фактически стал промежуточной версией перед появлением серьёзно модифицированной «осьмушки». Тираж: около 2000. |      |
| 1949–1951                                       | 125 Turismo C                                   | Модель C пришла на смену прежнему 125-кубовому мотоциклу. Одноцилиндровый «двухтактник» объёмом 125 см³ с четырёхступенчатой коробкой передач даже внешне сильно выделялся на фоне предшественника. Стальная рама была сварена из труб и штампованных элементов. Задняя подвеска стала маятниковой, но вилка поначалу была всё ещё рычажной. Тираж: около 20000. |      |
| 1949–1951                                       | 125 Sport C                                     | Sport C оснащался форсированным до 6 л.с. мотором, позволявшим разогнаться до 85 км/ч. Тираж: около 4500. |      |
| 1952                                            | 125 Turismo D                                   | Удешевленная версия с параллелограммной вилкой и другим бензобаком. Тираж: около 12 000. |      |
| 1952–1953                                       | 150 Sport E / Sport E Lusso / Super Sport Lusso | Три разных «Спорта» с двигателями увеличенного до 150 см³ объёма отличались друг от друга преимущественно подвесками и тормозами. Кроме того SSL и SEL получили удлинённые «гоночные» сёдла. Тираж: около 3000. |      |
| 1953                                            | 150 Turismo E                                   | После того, как в 1951 году все мотоциклы с двигателями выше 125 «кубов» законодательно обязали иметь при себе госномера, в MV Agusta решили выйти из прежних границ рабочего объёма и представили 150-кубовый вариант модели E. Также выпускались «люксовая» версия Lusso (или TEL) и «спортивная» Sport E Lusso. Тираж: около 2500. |      |
| 1953                                            | 125 Turismo E Lusso                             | Модификация Turismo E Lusso (или TEL) получила телескопическую вилку без гидравлики и новые колёсные ступицы с более широкими тормозными колодками. Поздние экземпляры могли также похвастать гидравлическими амортизаторами Ceriani. Тираж: 3703 |      |
| 1953–1958                                       | 175                                             | Возвращение MV Agusta к четырём тактам. Модель появилась сразу в двух вариантах: 175 CST и 175 CSTL. Обе версии имели одноцилиндровый 175-кубовый (59,5×62 мм) двигатель мощностью 8 л.с., сблокированный с четырёхступенчатой коробкой передач. Дуплексная рама — разомкнутого типа, замыкалась через картер силового агрегата; основная часть рамы — трубчатая, со штампованными элементами в задней части. Впереди стояла телескопическая вилка без гидроамортизации, сзади — маятниковая подвеска с двумя гидроамортизаторами. Версия CST комплектовалась раздельными сёдлами и 17-дюймовыми колёсами, вариант CSTL (Turismo Lusso) — сдвоенным седлом-подушкой и 19-дюймовыми колёсами. Мотоцикл весил 103 кг (в версии CST) и разгонялся до скорости 100 км/ч. |      |
| 1954-1958                                       | 175 CS                                          | Поставив карбюратор с диаметром диффузора, увеличенным с 18 до 22 мм, и подняв степень сжатия, конструкторы сняли с мотора 11 л.с. при 6700 об/мин. Такой мотоцикл разгонялся до 115 км/ч. С 1954 по 1956 годы его интересной особенностью стал бензобак с дискообразными выступами в передней части — за его форму модель получила прозвище Disco Volante (итал. — летающая тарелка). Вскоре появилась ещё более форсированная модификация — 175 CSS, с двигателем мощностью 15 л.с., бензобаком типа Disco Volante и передней длиннорычажной вилкой системы Earles с гидроамортизаторами. Она выпускалась ровно один год. |      |
| 1954–1957                                       | 175 CSS-5V                                      | Серийный гоночный вариант. На этой машине стоял двигатель мощностью 16 л.с. (заказной набор с двухвальной головкой цилиндра поднимал мощность ещё выше). Мотор, сблокированный с пятиступенчатой коробкой передач, был установлен в дуплексную трубчатую замкнутую раму, изготовленную по образцу машин заводской гоночной команды. За свою хищную внешность аппарат получил прозвище Squalo (итал. — акула). Модель навсегда вошла в историю спорта тем, что на такой машине одержал свою первую победу юный Майк Хейлвуд, будущий девятикратный чемпион мира. Тираж: около 200. |      |
| 1953–1956                                       | 125 Pullman                                     | Представленная на Brussels Show в январе 1953 года модель Pullman отвечала запросам типичного потребителя тех лет, искавшего простую и недорогую машину, которая сочетала бы в себе комфорт скутера и удобство управления лёгким мотоциклом. По факту она представляла собой чудной гибрид из 125-кубового «двухтактника» и задней секции рамы от скутера Ovunque, который был водружён на широкопрофильные 15-дюймовые колёса. Поначалу даже переключение передач осуществлялось по-скутерному на руле, а привычная двуплечая педаль появилась лишь в 1954 году. Тираж: около 27 000. |      |
| 1954–1958                                       | 125 Turismo Rapido                              | Для 125-кубового Turismo Rapido (или TR), который пришёл на смену двухтактным моделям, была разработана упрощённая версия четырёхтактного мотора — с нижним распредвалом и штанговым приводом верхних клапанов. Машина дебютировала в двух модификациях: 6,5-сильный Turismo Rapido и 7,5-сильный Rapido Sport. Ходовая часть была аналогична 175-кубовым моделям (хотя на первых экземплярах применялась полностью трубчатая рама, вскоре её сменила такая же смешанная конструкция, как на 175 CST), но на Rapido Sport появилось кардинальное улучшение: передняя телескопическая вилка с гидроамортизацией. Позже семейство разрослось за счёт версий Extra, Lusso, Extra Lusso и America. Тираж: около 33 500. |      |
| 1956–1957                                       | 125 Superpullman                                | Единственное, что, кроме названия, объединяло Superpullman с предшественником, — это идея создания простого и комфортабельного транспортного средства. Рама сварена из двух стальных штамповок, диаметр колёс увеличился до 18 дюймов, и даже 125-кубовый «двухтактник» был новой конструкции. Но, несмотря на более доступную цену, потребитель «Супер» не принял, что отразилось на объёмах выпуска. Superpullman стал последней MV Agusta с двухтактным мотором. Тираж: около 3000. |      |
| 1957–1962                                       | Raid 250-300                                    | Технически 14-сильный 250 Raid стал развитием 125-кубовой модели: одноцилиндровый четырёхтактный двигатель со штанговым приводом верхних клапанов, четырёхступенчатая коробка передач, дуплексная рама, замкнутая через картер силового агрегата. Спрос оказался вялым до неприличия. Компания попыталась спасти модель, выпустив в 1959 году 16-сильный 300-кубовый вариант, предложив его также в армейском и полицейском исполнениях. Тираж: около 1000. |      |
| 1959–1960                                       | Tevere 235                                      | Расточив 175-кубовый двигатель со штанговым приводом верхних клапанов от нижнего распредвала до 232 см³, в 1959 конструкторы создали новый мотоцикл — Tevere (итал. — Тибр). Увы, 11-сильный Tevere динамикой не превосходил более доступную MV Agusta 150 RS, поэтому уже через пару лет из-за малого спроса модель пришлось снять с производства. |      |
| 1959–1965                                       | 125 TR Centomila                                | Инженеры компании полностью реконструировали систему смазки у 125-кубового «четырёхтактника»: поставили производительный масляный насос, центробежный масляный фильтр, увеличили объём поддона. В рекламе новой 125-кубовой модели MV Agusta 125 TR маркетологи делали упор на её живучести, заверяя, что мотоцикл без проблем пробежит 100 000 км, за что машина получила прозвище Centomila (итал. — сто тысяч). Тираж: 14 106. |      |
| 1959–1969                                       | 150 RS                                          | RS (Rapido Sport) с увеличенным до 150 «кубов» рабочим объёмом. Его 10-сильный двигатель разгонял машину до 110 км/ч. Тираж: 6515. |      |
| 1960–1973                                       | 150 GT                                          | Упрощённая «туристическая» версия 150-кубововой MV Agusta. Тираж: 4012. |      |
| 1960–1969                                       | Checca                                          | Семейство сверхлёгких (базовая версия весила всего 83 кг) мотоциклов Checca, пришедшее на смену модели Ottantatrè, технически было подобно 125-кубовым машинам Centomila, но всё было сделано миниатюрнее. Базовая версия GT оснащалась 83-кубовым мотором мощностью 4 л.с., модификация GTE — 99-кубовым двигателем мощностью 5,15 л.с., а версия Sport — 99-кубовым 6,5-сильным мотором. В 1962 году семейство дополнила версия GTL со 125-кубовым мотором мощностью 5,5 л.с. Хотя серия Checca продержалась в производстве до 1969 года, продажи не были слишком уж впечатляющими. Тираж всех версий: 5612. |      |
| 1964–1973                                       | 125 GTL                                         | Мотоцикл, представленный как наследник Centomila, на поверку оказался тем же самым мотоциклом с минимальными изменениями. Одно из них — пятиступенчатая коробка передач. Выпускался в нескольких вариантах, включая вседорожный 125 Scrambler. Тираж: 2974. |      |
| 1970–1973                                       | 125 GTL-S                                       | Спортивное исполнение «осьмушки» GTL было разработано специально для молодых. Поэтому главная ставка была сделана на яркий дизайн. Узкий руль сочетался с перенесёнными назад подножками, а продолговатый бензобак — со вздёрнутым седлом. Тираж: 1023. |      |
| 1975–1977                                       | 125 Sport SE                                    | Дизайн аппарат был впереди планеты всей! Только-только входившие в моду спрямлённые линии отражали тенденцию, годом ранее заданную прототипом MV Agusta 350 Ipotesi. Даже оребрение и картер двигателя были «оквадрачены». Часть машин комплектовалась обтекателем типа Гран-при. Среди технических новшеств — замкнутая полностью трубчатая дуплексная рама, передний дисковый тормоз и электронная система зажигания. Тираж: 2493. |      |
| Серийные мотоциклы с двухцилиндровым мотором    |                                                 | |      |
| 1968–1971                                       | 250 B                                           | Модель 250 B (Bicilindrica) визуально напоминала прототип Arno 166 GT образца 1963 года с двухцилиндровым мотором объёмом 166,3 см3 (46,5×49 мм), но имела другую конструкцию: 247-кубовый двигатель (53×56 мм) мощностью 16 л.с., батарейная система зажигания, два карбюратора и пятиступенчатая коробка передач. Максимальная скорость — 135 км/ч. Цена была высокой, а характеристики — не самыми выдающимися, поэтому к концу 1970 года модель уступила место на конвейере более успешной MV Agusta 350 B. Тираж: 1452. |      |
| 1970–1974                                       | 350 B                                           | Расточив цилиндры прежнего 250-кубового «двухцилиндровика» с 53 до 63 мм и увеличив таким образом объём до 349 см³, итальянцы создали более «крутильный» мотор мощностью 27 л.с. А установив его в юркое шасси с колёсной базой 1330 мм, они ещё и гарантировали к нему внимание молодой аудитории. Поначалу 350 B был доступен исключительно вместе в модификации Sport, чья спортивность подчёркивалась продолговатым баком, низким узким рулём и «гоночным» седлом. Через год к ней присоединилась «туристическая» версия GT, а через два — залихватский Scrambler. Весной 1972 года мотоцикл обзавёлся электронным зажиганием, что отразилось в имени — Elettronica. В качестве опции для Sport Elettronica можно было заказать полуобтекатель. Тираж: около 5400. |      |
| 1975–1977                                       | 350 Ipotesi                                     | В 1973 году MV Agusta на своем стенде в Милане выставляет прототип 350 Ipotesi, созданный в ателье Italdesign знаменитого уже тогда Джорджетто Джуджаро. Он придал оквадраченные формы даже картеру и цилиндрам двигателя! А также бензобаку, седлу, облицовкам... Довершали футуристичную картину литые колеса и дисковые тормоза «по кругу» — новшество для той поры. Ровно через два года мотоцикл стал серийным и сразу в двух исполнениях — S и GT. Тираж: около 2341. |      |
| Серийные мотоциклы с четырёхцилиндровым мотором |                                                 | |      |
| 1967–1973                                       | 600 Turismo                                     | Первый в мире серийный мотоцикл с поперечной «четвёркой». Дебютировавшая в 1965 году и добравшаяся до конвейера два года спустя модель 600 Turismo отличалась нарочито массивными деталями 592-кубового двигателя (58×56 мм) мощностью 50 л.с. при 8200 об/мин, карданным приводом на заднее колесо и весила 221 кг. Среди применённых технических решений — два верхних распределительных вала с приводом «гитарой» шестерен (как на гоночных MV Agusta), передний дисковый тормоз (с механическим приводом!) и прямоугольная фара (от автомобиля Fiat). Первый экземпляр серийного MV Agusta 600 (двигатель №199-001, рама №199001) покинул конвейер 26 июня 1967 года, а всего в первый год было выпущено только 28 мотоциклов. Причём все они были проданы исключительно людям, которых лично одобрил Доменико Агуста. И поскольку производство было налажено в стенах гоночного подразделения, то все мотоциклы собирались вручную, а каждая деталь (клапаны, поршни и компрессионные кольца) подбиралась и подгонялась индивидуально. Тираж: 127. |      |
| 1970–1973                                       | 750 S                                           | Вдохнуть чуть-чуть спорта в четырёхцилиндровое семейство должна была MV Agusta 750 S, для которой рабочий объём «рядника» расточили до 743 «кубов» (65,0×56,0 мм), в результате чего мощность поднялась до 66 л.с. при 8000 об/мин. Батарея из четырёх карбюраторов Dell’Orto UB 24 получила другие главные жиклёры (105 вместо 125). Пятиступенчатую коробку передач трогать не стали, но главная пара редуктора стала «длиннее» (2,67:1 вместо 3,0:1). Подвеска — вилка Ceriani с перьями диаметром 35 мм и пара амортизатором BREV Sebac. Остальные изменения касались преимущественно внешности: новые бак, седло, руль и фара. Тормоза поначалу устанавливались барабанные, а после 1973 года — дисковые Scarab. С 1971 года наряду со стандартным «Спортом» стали предлагать 750 Super Sport с обтекателем типа Гран-при и максимальной скоростью 260 км/ч. В 1972 году стали предлагать «туристическую» версию 750 GT. Тираж: 1152. |      |
| 1975–1977                                       | 750 S America                                   | С подачи двух американских дилеров марки Криса Гарвилла и Джима Колтемана в 1975 году в гамме MV Agusta появилась 750 S America. Облик новоявленной «Америки» формировали 19-литровый бак, короткое «гоночное» крыло, одиночное седло из алькантары и четыре мегафона глушителей. Двигатель увеличенного до 789,3 куб. см объёма со степенью сжатия 9,5:1 питался из четырёх карбюраторов Dell’Orto VHB 26 и выдавал 75 л.с., что позволяло разогнаться до 210 км/ч. Тираж: 540. |      |
| 1977–1978                                       | 850 SS Monza                                    | Когда в 1977 году компания свернула мотоциклетное производство, она дала разрешение Артуро Магни самостоятельно делать и продавать мотоциклы под маркой MV Agusta. Один из таких мотоциклов — 850 SS, который собирали путём переделки нераспроданных 750 S America. Вся модернизация сводилась к установке нового блока цилиндров (он позволил поднять объём до 837 см³) и карбюраторов Dell’Orto VHB 27A (такие же применялись на модели 750 S после 1974 года). Максимальная скорость — 232 км/ч. На американском рынке предлагалась под именем Boxer. |      |
| Внедорожники, скремблеры и кроссоверы           |                                                 | |      |
| 1965–1970                                       | 125 Regolarità                                  | Мотоциклы для многодневных соревнований были созданы по заказу команды Fiamme Oro и выпускались малой партией для спортсменов-частников. 125-кубовый двигатель, форсированный до 12,5 л.с., сблокирован с пятиступенчатой коробкой передач. Традиционная для лёгких MV Agusta рама была усилена нижним подрамником, став замкнутой. Передняя вилка носила клеймо Ceriani. Дополняли картину 19-дюймовые колёса с внедорожными шинами и фара с защитной решёткой. Тираж: 63. |      |
| 1966–1969                                       | 125 Scrambler                                   | Мотоцикл появился на свет в 1966 году в качестве реакции на рост интереса мотолюда Северной Америки к подобной технике и представлял собой слегка видоизменённую модель 125 GTL, которая приводилась в движение 123,5-кубовым одноцилиндровым «четырёхтактником». Любопытная была машина. С одноместным седлом, задранной «двустволкой» глушителей, высоким «кроссовым» рулём, защитными щитками и «внедорожными» крыльями. Одно было печально — 9,5-сильного мотора для машины массой 95 кг было катастрофично мало. Так что всего пару лет спустя своё место на конвейере он уступил двухцилиндровой версии 250 B Scrambler. Тираж: 51 |      |
| 1969–1970                                       | 250 Scrambler                                   | Двухцилиндровый 247-кубовый четырёхтактный мотор мощностью 19 л.с. должен был исправить дефицит сил. Однако следом за мощностью выросла также и масса — 140 кг. Если принять во внимание высокую цену, спрос на машину оказался ожидаемо низким. Тираж: 52. |      |
| 1972–1974                                       | 350 B Scrambler                                 | После того, как вседорожник получил модернизированную 28-сильную «двойку» объёмом 349 см³, на него наконец-то обратили внимание в Северной Америке. Впрочем, популярности вновь помешала высокая цена. Тираж: 217. |      |
| Скутеры и малокубатурная техника                |                                                 | |      |
| 1949–1952                                       | 125 A / CGT                                     | Скутеры моделей A и B были представлены одновременно, но располагались на разных ступенях иерархической лестницы. Модели 125 A предстояло стать доступным транспортом, а значит максимально упрощённым: боковые облицовки отсутствовали, трубчатая рама и 123,5-кубовый двигатель были выставлены напоказ. Фара могла крепиться как к рулю, так и к передней стенке кузова. Уже в 1950 году скутер A модернизировали, сделав пол плоским и поменяв ручное переключение передач на ножное, а заодно переименовали в CGT (C Gran Turismo). В 1952 году вышло приблизительно 1000 экземпляров со 150-кубовым мотором. Тираж: около 9000. |      |
| 1949–1952                                       | 125 B / CSL                                     | Классический скутер с монококом из штампованных стальных панелей, 123,5-кубовым одноцилиндровым «двухтактником» с принудительным воздушным охлаждением, четырёхступенчатой коробкой и переключением передач вращающейся рукояткой на руле. В 1950 году мотороллер пережил лёгкий рестайлинг и переименование в CSL (C Super Lusso). Тираж: около 4500. |      |
| 1951–1954                                       | 125 Ovunque                                     | Если модель A (или CGT) была простой, то Ovunque можно назвать примитивной: голая рама, двухтактный «воздушник», руль, колёса, простецкие подвески, одиночное сиденье — вот и всё. С 1952 года вместо одного глушителя под мотором стали устанавливать два по бокам. Тираж: около 10 000. |      |
| 1955–1957                                       | 48 Ciclomotore                                  | Первый мопед (то есть мотоцикл с двигателем объёмом менее 50 см³ и педалями) марки MV Agusta. Тираж: около 2000. |      |
| 1960–1963                                       | 155 Chicco                                      | Вне всяких сомнений, самый элегантный скутер из когда-либо выпускавшихся MV Agusta. Внутри стального монокока размещался «двухтактник» с горизонтально расположенным цилиндром рабочим объёмом 155,6 см³ и мощностью 5,8 л.с. Переднее крыло было объединено с остальным кузовом. Компактный бардачок прятался за откидной крышкой с левой стороны. Тираж: 3131. |      |
| 1962–1968                                       | 50 Liberty                                      | Итальянская мотопромышленность решила завоевать сердца мальчишек, предоставив им спортивные мотоциклы в миниатюре. Семейство Liberty напоминало модель Checca, но ещё более облегчённую и упрощённую (подвески без гидравлики, трёхступенчатая коробка передач и т.п.), с 47,7-кубовым двигателем мощностью 1,5 л.с. Поначалу диаметр колёс равнялся 16 дюймам, но впоследствии был увеличен до 18 дюймов. Показательно, что продажи версии Liberty Sport значительно превосходили сбыт базового Liberty Turismo. Тираж: 5292. |      |
| 1964–1968                                       | 50 Germano                                      | Наряду с Liberty выпускался ещё один «полтинник» — модель Germano. Его главной особенностью было то, что львиная доля компонентов поставлялась из региона Эмилия-Романия, отчего на фабрике минимотоцикл прозвали «болонским». Оригинальная версия имела штампованную стальную раму, 47,7-кубовый одноцилиндровый мотор производства DKW (отсюда и название) мощностью 1,5 л.с. и выпускалась в двух версиях: Turismo (типичный мопед с педалями, низко посаженным баком и высоким рулём) и Sport (продолговатый бак, длинное седло, низкий руль). В ходе модернизации 1966 года мокик получил трубчатую раму и серьёзно переработанный дизайн, а заодно избавился от педалей. «Спортивная» версия была вдвое популярнее «туристической». Тираж: 3189. |      |
| Другая мототехника / коммерческая техника       |                                                 | |      |
| 1947–1949                                       | 98 Motocarro                                    | Первый утилитарный трёхколёсник грузоподъёмностью 250 кг спроектировали едва ли не одновременно вместе с первым мотоциклом MV 98. В целях унификации его оснастили тем же 98-кубовым одноцилиндровым «двухтактником», что и основную модель. Деревянная грузовая платформа располагалась перед водителем, а тот управлял трициклом при помощи автомобильного руля. В 1948 году несколько машин были оснащены двухтактным одноцилиндровым мотором объёмом 125 см³ с 3-скоростной коробкой передач, а в 1949-м — модернизированным 125-кубовым одноцилиндровым мотором с 4-скоростной коробкой передач. Тираж: около 100. |      |
| 1958–1960                                       | 150 Centauro RF                                 | Трёхколёсный мотороллер 150 Centauro RF (Rapido Furgone) грузоподъёмностью 350 кг приводился в движение дефорсированным до 7 л.с. «четырёхтактником» от 150-кубовой версии модели Centomila (её переделали под карданный привод и ради лучшего охлаждения снабдили увеличенным маслонасосом и вентилятором) и уже имел кабину. Тираж: 4160. |      |
| 1957–1964                                       | Autocarro 1100/D2                               | Отчасти неожиданным продолжением темы коммерческого транспорта стало создание полноценного автомобиля 1100/D2, способного перевезти тонну груза со скоростью до 72 км/ч. Причём главным сюрпризом стало появление двухцилиндрового 1097-кубового дизеля мощностью 27 л.с., работающего в паре с четырёхступенчатой «механикой». Малотоннажник предлагался в виде бортового грузовичка, фургона и шасси без кузова. Позже появилась модификация 1101/D2L с полезной нагрузкой 1200 кг. Тираж: 2000. |      |
| 1960–1966                                       | 235 Trasporto Tevere                            | Большой брат грузового мотороллера Centauro. Под капотом у Trasporto Tevere (или TT) стоял дефорсированный до 9 л.с. двигатель объёмом 232 см³ от покинувшего двумя годами ранее конвейер мотоцикла Tevere. Снабжённый принудительным охлаждением, этот нижневальный «четырёхтактник» был готов перевезти до 700 кг. Модернизированные версии маркировались литерами TTB (1961) и TTC (1965). Тираж: 4545. |      |
| 1961–1965                                       | 150 Centauro RBF                                | Двигателю прибавили сил, что позволило поднять грузоподъёмность до 380 кг. Под заказ мотороллер оснащался сдвижными дверьми. Тираж: 1610. |      |
| 1966–1967                                       | Motozappa                                       | Мотоплуг оснащался 47,7-кубовым четырёхтактным двигателем с 3-скоростной коробкой передач от модели Liberty. Тираж: 50. |      |

### 1997-2020-е годы
| Годы производства                               | Мотоцикл                                            | Примечание | Фото |
| Прототипы                                       |                                                     | |      |
| 2011                                            | Tricruiser                                          | Концептуальную машину на платформе спортбайка F3 675, наречённую именем Tricruiser, под патронажем MV Agusta создали студенты туринского отделения транспортного дизайна Европейского института дизайна IED (Istituto Europeo di Design). Любопытно, что над мотоциклом работали шесть студентов из нескольких стран, хотя за основу внешности был принят проект итальянца Антонио Куитадамо. Основная идея — фантазия на тему среднекубатурного «спорт-туриста», который можно было безошибочно причислить к итальянской марке. Многие заложенные в нём идеи через четыре года воплотились в модели Turismo Veloce. |      |
| 2016                                            | F4Z Zagato                                          | Созданный знаменитым кузовным ателье Zagato на четырёхцилиндровой платформе MV Agusta F4 аппарат вызвал весьма неоднозначную реакцию. Тем не менее главной цели — привлечь внимание к марке — он достиг. Серийного продолжения, само собой, не имел. |      |
| Серийные мотоциклы с трёхцилиндровым мотором    |                                                     | |      |
| 2012–н.в.                                       | F3 675 / Serie Oro                                  | Предсерийный образец спортбайка F3 впервые был показан на выставке EICMA в Милане в 2010 году, где его назвали самым красивым мотоциклом шоу: он получил 38,5% голосов, тогда как ближайший претендент — Ducati Diavel — только 20,6%. Компактный трёхцилиндровый мотор для него спроектировал итальянец Эцио Маскерони, в чьём портфолио — создание 500-кубового двигателя V4 для гоночной Cagiva и работа над рядной «четвёркой» MV Agusta F4. За дизайн мотоцикла отвечал британец Эдриан Мортон. Рядная «тройка» объёмом 675 см³, выдающая 128 л.с. при 14 500 об/мин, установлена в раме с наклоном 35º. Блок цилиндров с никасилевым покрытием отлит как одно целое с верхней частью картера. В целях сокращения сил инерции (а значит, и улучшения управляемости) коленчатый вал закрутили в противофазе с движением — как на «королевских» прототипах MotoGP. Шестиступенчатая коробка передач получила кассетную конструкцию, что позволяет при необходимости заменить валы, не вынимая двигатель из рамы. Сама рама — из стальных труб и алюминиевых боковых элементов. Первый серийный экземпляр F3 675 покинул ворота фабрики в Варезе в 1912 году. Перед началом производства базовой модели выпущено 300 мотоциклов спецверсии Serie Oro. К 2018 году мотоцикл был модернизирован: конструкторы озаботились повышением надежности и снижением шума и вибраций, поэтому в списке новых узлов и деталей — распредвалы, натяжитель цепи ГРМ, электростартер и его привод, механизм переключения передач. |      |
| 2012–2016                                       | Brutale 675                                         | Нейкед (то есть мотоцикл без обтекателя) на базе модели F3 675. Ради лучшей тяги в среднем диапазоне двигатель дефорсирован до 110 л.с. при 12500 об/мин. Эргономика тоже подкорректирована в угоду стилю. Подвески упрощены и лишены регулировки гидравлики. Во всём другом (колёсная база, размерность колёс и прочее) мотоцикл повторяет соплатформенный спортбайк. |      |
| 2013–н.в.                                       | F3 800                                              | Увеличив ход поршня с 45,9 мм до 54,3 мм, итальянцы получают 798-кубовую версию трёхцилиндрового спортбайка F3. Мощность поднялась до 148 л.с. при 13000 об/мин. Во всём остальном мотоцикл идентичен модели F3 675. В 2018 году мотоцикл модернизирован в том же объёме, что и 675-кубовая версия. |      |
| 2013–2016                                       | Brutale 800 / RR                                    | Следом за F3 800 представлена модель Brutale с тем же трёхцилиндровым мотором, но уменьшенной до 125 л.с. мощности. В 2015 году запущена в производство версия RR, где отдача поднята до 140 л.с. |      |
| 2014                                            | F3 800 Ago                                          | В честь 15-кратного чемпиона мира Джакомо Агостини, неразрывного связанного с маркой MV Agusta, выпушено 300 спортбайков F3 800 в спецверсии Ago. Главное отличие — раскраска в цветах итальянского флага и эксклюзивные колёса с тремя Y-образными спицами. Каждый мотоцикл был отмечен автографом Агостини. |      |
| 2014–2017                                       | Brutale 800 Dragster / RR / RC                      | Для тех, кому Brutale 800 показался чересчур пресным, MV Agusta выпускает модификацию Dragster на его базе. Двигатель — тот же, рама и подвески — почти те же. Зато отдельные дизайнерские решения заметно выделили модель на фоне остальных: вздёрнутый короткий хвост, зеркала в торцах руля, облицовка приборной панели над фарой и задняя резина шириной 200 мм. Через год после дебюта стандартного Brutale 800 Dragster (поначалу модель обозначается именно так) представлена версия RR с двигателем увеличенной до 140 л.с. мощности и спицованными колёсами Kineo. В 2017 году покупателям предложена версия RC в цветах гоночного подразделения Reparto Corse, оснащённая карбоновыми деталями, прямоточной выпускной системой и коваными колёсами. |      |
| 2015                                            | F3 800 AMG                                          | Вхождение концерна Mercedes-AMG в состав акционеров MV Agusta (немецкая компания приобрела 25% акций) было отмечено выпуском в единственном экземпляре спецверсии спортбайка F3 800 AMG. От «стандарта» её отличало жёлто-чёрное цветовое оформление и широкое применение гоночных аксессуаров. |      |
| 2016–н.в.                                       | Brutale 800 / RR / RC                               | Родстер Brutale 800 получил более экспрессивную внешность и менее резкий характер. Теперь его мотор развивает не 125, а 116 л.с., зато максимальный момент вырос аж на четверть — до 83 Н·м. Таким образом в Варезе решили развести линейки Brutale и Dragster. Через год к базовой модификации присоединилась версия RR, мощность мотора которой выросла до 140 л.с. Наряду с форсировкой конструкторы озаботились повышением надежности и снижением шума и вибраций, поэтому в списке новых узлов и деталей — распредвалы, натяжитель цепи ГРМ, электростартер и его привод, механизм переключения передач. Мотор отныне включён в силовую структуру шасси. Во внешнем облике тон задает большая светодиодная фара. С 2019 года малым (350 шт.) тиражом каждый год выпускаются «гоночные» реплики RC. Место базовой 110-сильной версии с 2020 года занимает модификация Rosso. |      |
| 2016                                            | Dragster 800RR LH44                                 | Спецверсия LH44 имени чемпиона Formula 1 Льюиса Хэмилтона, отличавшаяся спецраскраской, а также несколькими десятками карбоновых и фрезерованых алюминиевых деталей. Тираж — 244 шт. |      |
| 2017                                            | RVS#1                                               | MV Agusta и «придворное» дизайн-бюро CRC (Centro Ricerche Castiglioni или Castiglioni Research Centre) создают суббренд Reparto Veicoli Speciali (итал. — отделение специальных машин) и в качестве первого продукта представляют модель RVS#1. Базой для машины послужил Brutale 800 Dragster RC, мощность трёхцилиндрового двигателя увеличена со 140 до 150 л.с., а сухая масса мотоцикла снижена со 168 до 160 кг. Стальная трубчатая рама усилена пластинами из алюминиевого сплава авиационного типа. Спицованные колёса Kineo обуты в шины Pirelli MT60RS. Вместо фасеточной фары Dragster установлена традиционная круглая, которую дополняют два ходовых светодиодных огня, смонтированных справа на защите радиатора. Тираж — 95 шт. |      |
| 2018–н.в.                                       | Dragster 800 Rosso / RR / RC                        | Dragster пережил не только серьёзную пластическую операцию, но и серию конструктивных изменений ради соответствия эконормам «Евро-4» и повышения надёжности. Прежде всего, модернизирована головка блока цилиндров, где, помимо прочего, появились распредвалы с другим профилем кулачков, новые впускные клапаны вместе с втулками и демпфер гармонических колебаний. Вместо гидравлического натяжителя цепи ГРМ установлен механический. Площадь зацепления шестерён балансирного вала, насоса системы охлаждения, масляного насоса и первичной передачи в целях уменьшения шума и износа увеличена на 30%. Механизм переключения передач и конструкция самой коробки тоже пересмотрены, что должно добавить чёткости и мягкости. Плюс в очередной раз были переписаны карты управления впрыском. Мотор отныне включён в силовую структуру шасси. Первой представлена версия RR с двигателем мощностью 140 л.с. С 2019 года в производственной гамме присутствуют «лимитированные» реплики RC (всего 250 шт.), каждая из которых комплектуется прямоточной системой SC Project и специальной картой впрыска, после установки которых отдача вырастает до 150 сил, а сухая масса сокращается до 160 кг. Место базовой 110-сильной версии с 2020 года занимает модификация Rosso. |      |
| 2018                                            | Brutale 800 RR America                              | Специально для американского рынка выпущено 50 мотоциклов Brutale 800 RR в исполнении America. Машина выделяется броской сине-красной расцветкой — такой же, как у классического MV Agusta 750S 1973 года. Кроме того, нанесены логотипы America Special Edition на заднем крыле и защите радиатора. А на траверсе выгравирован лазером уникальный номер. Наценка за всё это — 1500 долл. США, что на фоне базовой цены Brutale 800 (13 498 долл. США) не так уж и много. |      |
| 2018                                            | Brutale 800 RR LH44                                 | Сотрудничество с многократным чемпионом F1 Льюисом Хэмилтоном продолжено выпуском спецсерии Brutale 800 RR LH44, отличавшейся, как и прежде, раскраской, а также широким применением аксессуаров. Тираж — 144 шт. |      |
| 2019                                            | Dragster 800 RR Pirelli                             | Совместный проект с шинниками Pirelli на базе Dragster 800 RR Pirelli. От стандартной версии он отличается не только особым окрасом (жёлто-чёрным или бело-синим) и элементами со стилизованной молнией (таков паттерн шоссейных покрышек Pirelli), но и разработанным специально для него седлом с комбинированной обивкой и контрастной прострочкой. Спицованные колёса мотоцикла обуты в шины Pirelli Diablo Supercorsa SP. |      |
| 2019                                            | Dragster 800 RR America                             | Ещё одна America. На этот раз на базе модели Dragster. Изготовлено 200 шт. |      |
| 2019                                            | F3 800 UNICEF                                       | Специально для итальянского отделения чрезвычайного фонда помощи детям UNICEF компания MV Agusta построила в единственном экземпляре спортбайк F3 800 эксклюзивного бело-голубого окраса, который был продан на благотворительном аукционе, состоявшемся в августе 2019 года. |      |
| 2019                                            | F3 XX                                               | Силами гоночного подразделения MV Agusta Reparto Corse подготовлен трековый спортбайк F3 XX. Мотоцикл оснащён модернизированной 798-кубовой версией рядной «тройки» с «обратным» вращением коленвала и гоночным рядом шестерён в коробке передач, чья мощность по суперспортовскому рецепту доведена до 160 л.с. при 13 000 об/мин (замерено на ведущей звезде), что с учётом 145 «сухих» килограмм (без 16 л топлива) обеспечило этому трек-байку динамику на уровне гоночных машин категории WorldSSP. Впрыск топлива (по 2 форсунки на цилиндр и блок дроссельных заслонок Mikuni) контролируется «мозгами» MecTronic EBMKELD2 с интегрированным инерционным датчиком IMU, что означает наличие тонко настраиваемых трекшн-контроля, вили-контроля и лонч-контроля. Вместо штатных приборов в агустовскую электросхему вживлена TFT-панель AiM MXS1.2 с системой даталоджинга. Вилка Marzocchi модернизирована с путём установки картриджей Öhlins NIX, а амортизатор заменён на Öhlins TTX36. Все облицовки изготовлены из углепластика. Тираж — 20 машин. |      |
| 2020                                            | Superveloce 800 / Serie Oro                         | Мотоцикл в ретростиле представлен на миланской выставке EICMA в 2018 году. Под обводами обтекателя, вдохновлённого итальянскими спорткарами шестидесятых годов и формул семидесятых, дизайнер марки Эдриан Мортон умело спрятал спортбайк F3 800. Поэтому технические характеристики соответствующие: 3 цилиндра, 798 см³, 148 л.с., 88 Н·м, 172 кг, 240 км/ч, трекшн-контроль и ABS. Производство начато в марте 2020 года с «лимитированной» версии Serie Oro тиражом 300 шт. |      |
| Серийные мотоциклы с четырёхцилиндровым мотором |                                                     | |      |
| 1997–1999                                       | F4 750 Serie Oro                                    | Мотоцикл, с которого началось возрождение марки. Дизайн и конструкция шасси — работы Массимо Тамбурини. К созданию двигателя привлекался бывший инженер Ferrari и разработчик гоночных моторов Cagiva Риккардо Роса. Рядная «четвёрка» объёмом 749,4 см³ (73,8×43,8 мм) с радиально расположенными клапанами выдавала 126 л.с. при 12 500 об/мин и 72 Н·м при 10500 об/мин. Рама — комбинированная с маятником консольного типа. При этом элементы рамы, маятник задней подвески и колёса изготовлены из магниевого сплава, что помогло сделать сухую массу на уровне 180 кг. Максимальная скорость — до 275 км/ч. Первая партия из 300 мотоциклов выпущена спецверсией Serie Oro. |      |
| 1999–2004                                       | F4 750 S / S 1+1 / S EVO2 / EVO3                    | «Массовый» F4 750 S (от итал. Strada) представлен в октябре 1999 года. Двигатель оставлен без изменений: те же 126 л.с. и 72 Н·м. Но вместо магния и углепластика везде применён алюминий и ABS-пластик, отчего мотоцикл прибавил 10 кг (сухая масса — 190 кг, снаряжённая — 218 кг). Рама — из стальных труб и алюминиевых боковых элементов. Передняя вилка — марки Showa, перевёрнутого типа, с перьями диаметром 49 мм. Задний моноамортизатор — Sachs В 2000 году запущена в производство двухместная версия F4 750 S 1+1 (Biposto).. В 2002 году проведена первая модернизация (изменена головка блока цилиндров и форма камеры сгорания, установлены поршни Mahle и облегчённый коленвал, мощность поднялась до 137 л.с. при 10 500 об/мин), в результате чего появилось поколение F4 750 S EVO2. В ноябре 2003 года в продажу поступила модификация F4 750 S EVO3. |      |
| 2002                                            | F4 Senna                                            | Чтобы почтить память о великом гонщике Айртоне Сенне, осенью 2000 года на выставке Intermot в Мюнхене компания представила специальную версию F3 750 Senna, созданную на базе поколения EV 03 и оснащавшуюся модифицированной цилиндро-поршневой группой, усиленным сцеплением и «укороченными» передачами. Мощность рядной «четвёрки» объёмом 749,4 см³ выросла до 140 л.с. Все обтекатели были выполнены из карбона, а сам мотоцикл был окрашен в чёрно-серой гамме с яркими акцентами в виде рамы, сиденья и колёс красного цвета. Производство началось лишь в августе 2002 года. Всего изготовлено 300 единиц. Средства, полученные при их реализации, были перечислены в благотворительный фонд Senna Foundation, который создал сам Сенна, а после его гибели возглавила сестра Вивиан. |      |
| 2003–2004                                       | F4 750 SPR / SR                                     | Одновременно вместе с моделью F4 750 Senna на выставке EICMA 2000 года MV Agusta выкатила ещё один F4 — в исполнении SPR. Полугоночный вариант, допущенный на дороги общего пользования, стал самым мощным и самым быстрым среди 749,3-кубовых спортбайков компании. Главное изменение, по сравнению с базовым F4 750 EVO3, — мотор. Рядную «четвёрку» оснастили новой головкой блока цилиндров с изменёнными впускными и выпускными каналами, иной формой камер сгорания, другими распредвалами и более жёсткими клапанными пружинами. Были установлены кованные поршни Mahle и облегчённый коленвал. В итоге отдача выросла до 146 л.с. при 13 000 об/мин, а пиковые обороты — до 13 900 об/мин. Передаточное число главной пары для пущей динамики «укоротили», плюс к мотоциклу прилагались три варианта ведомых звёзд и прямоточная выпускная система. Красился F4 SPR исключительно в серый цвет, а отдельные элементы (переднее крыло, впускные патрубки, панели короба воздушного фильтра, оформление замка зажигания и защита цепи) изготавливались из карбона. Серийное производство началось в 2003 году. Через год ограниченным тиражом из 300 экземпляров выпустили спецверсию F4 SR с отдельными агрегатами от F4 1000 Ago. |      |
| 2003–2005                                       | Brutale 750 S / S Serie Oro                         | Появление Brutale 750 на кёльнской мотовыставке Intermot 2000 года стало закономерным продолжением выбранной стратегии по расширению модельного ряда возрождённой итальянской фирмы. С технической точки зрения нейкед повторял спортбайк F4 750 Serie Oro: четырёхцилиндровый рядный 749,4-кубовый двигатель (127 л.с. при 12 000 об/мин) с впрыском топлива, шестиступенчатая коробка передач кассетного типа, пространственная рама из хром-молибденовой стали, полностью регулируемая телескопическая вилка Marzocchi перевёрнутого типа с перьями диаметром 50 мм, консольное крепление заднего колеса и передние шестипоршневые суппорты Nissin с дисками диаметром 310 мм. Дизайн разработан «придворным» проектным центром CRC, который тогда возглавлял Массимо Тамбурини. За техническую часть отвечал инженер Андреа Годжи. Серийное производство началось в 2003 году. Тогда же он был удостоен звания Moto dell’Anno («Мотоцикл года»). Параллельно с базовой версией Brutale 750 S было выпущено 300 единиц «золотой» серии Brutale 750 S Serie Oro с колёсами, маятником задней подвески и другими деталями из магниевого сплава. |      |
| 2004                                            | F4 1000 S / S 1+1                                   | Модель F4 получает двигатель объёмом 998 см³. Новая рядная «четвёрка» рождена из 750-кубовой версии путём увеличения прежде всего хода поршня (76×55 мм), что серьёзно повлияло на мощностные и тяговые характеристики: 166 л.с. при 11 750 об/мин и 109 Н·м при 10 200 об/мин. Машина при этом весила целых 192 кг, хотя «литровый» двигатель был на 2637 г легче аналогичного по конструкции 750-кубового. Наряду с одноместной версией F4 1000 S выпускалась также двухместная F4 1000 S 1+1. |      |
| 2004                                            | F4 1000 Ago                                         | Спортбайк назван в честь Джакомо Агостини, обладателя 15 титулов чемпиона мира в 1960-1970-х годах. Выполнен на базе модели F4. Помимо углепластикового обтекателя, раскрашенного в исторические красно-белые цвета, и номера «1», на бензобаке красуется автограф Агостини. Подвески Showa аналогичны тем, которыми комплектовалась версия SPR. Передние тормозные суппорты — шестипоршневые Nissin «золотой» серии. Изменена «прошивка» мотора и установлена другая выпускная система. Было выпущено 500 реплик. |      |
| 2004                                            | F4 1000 Tamburini                                   | По личному распоряжению Клаудио Кастильони в количестве 300 экземпляров выпущена версия F4 1000 Tamburini: таким образом президент компании решил выразить восхищение конструктором Массимо Тамбурини — «автором» MV Agusta F4, Ducati 916, лучших Bimota. За счёт использования магниевого сплава вместо алюминиевого (из него изготовлены узел крепления маятника и сам одноплечий маятник), кованных колёс и углепластикового обтекателя массу уменьшили до 184 кг (стандартный F4 1000 весит 194 кг). Спортбайку достались перевёрнутая вилка Marzocchi с перьями диаметром 50 мм, моноамортизатор Sachs Formula 1 и передние шестипоршневые скобы Nissin «золотой» серии с дисками диаметром 310 мм. Рядную «четвёрку» объёмом 998 см³ форсировали до 172,8 л.с. при 11 750 об/мин. Максимальная скорость — 307 км/ч. |      |
| 2005–2007                                       | Brutale 910 S / R / R Italia                        | Увеличение диаметра цилиндра и хода поршня до 76 и 50,1 мм соответственно дало прирост рабочего объёма до 909,1 см³. При степени сжатия 13,0:1 это помогло снять с коленвала 139 л.с. при 12 500 об/мин и 96 Нм при 10 500 об/мин. Через год после появления Brutale 910 S появилась модификация 910 R, отличавшаяся прежде всего вилкой Marzocchi R.A.C. с перьями диаметром 50 мм, моноблочными суппортами Brembo P4/34 радиального типа, тормозными дисками диаметром 320 мм и кованными колёсами Marchesini. В 2007 году в честь победы сборной Италии в Чемпионате мира по футболу в количестве 100 единиц выпущена спецверсия 910 R Italia в глубоком синем колере. |      |
| 2006                                            | F4 1000 Senna                                       | В ноябре 2005 года в Милане был представлен ещё один мотоцикл, посвящённый Айртону Сенне. Его 997,5-кубовый двигатель выдавал уже 174 л.с. при 11 900 об/мин, а сам мотоцикл мог похвастать полностью регулируемыми передней перевёрнутой вилкой Marzocchi и двутрубным моноамортизатором Sachs Formula 1, а также радиальными суппортами Brembo P3/34 и тормозными дисками увеличенного до 320 мм диаметра. Всего изготовлено 300 единиц. Как и прежде, средства от реализации были направлены в благотворительный фонд Senna Foundation. |      |
| 2006                                            | F4 1000 Veltro 5° Stormo 23° Gruppo                 | Мотоцикл, созданный силами гоночного подразделения MV Agusta Corse и презентованный в августе 2005 года, задуман как трибьют 5-му истребительному крылу 23-й эскадрильи ВВС Италии, которое до 2010 года было расквартировано в Червии (Равенна). На его борта нанесены номер лётной группы вместе с её символом — силуэтом борзой (итал. — Veltro). Авиаторы, к слову, выбрали аллегорического пса своим маскотом отнюдь неспроста. Ведь именно он, со слов Вергилия из «Божественной комедии» Данте Алигьери, оберегает Италию от бед и тёмной чащи заблуждений. За основу взята лимитированная версия F4 Tamburini с 998-кубовой рядной «четвёркой», оснащённой системой изменения длины впускного тракта. Путём точечных модификаций мощность поднята до 177 л.с. при 12000 об/мин. Алюминий повсеместно вытеснен магнием (из него изготовлены, например, боковые элементы рамы и консольный маятник). Установлены кованные колёса Marchesini, 50-миллиметровая передняя вилка Marzocchi и моноамортизатор Sachs с полным набором регулировок (в том числе по высоте). Тормоза выбраны радиальные моноблочные производства Brembo с дисками диаметром 320 мм, а все облицовки изготовлены из карбона. В результате удалось довести сухую массу до 170 кг, а максимальную скорость — до 305 км/ч. Кроме того, наравне с «гражданской» версией Veltro Strada компания MV Agusta предложила трековую Veltro Pista, где «литровый» двигатель за счёт установки титанового прямоточного выпуска с перенастроенным ECU выдавал уже 185 л.с. при 13 000 об/мин, а сухая масса благодаря гоночному обтекателю укладывалась в 159 кг. Производство F4 1000 Veltro было налажено в стенах инжинирингового центра Castiglioni Research Centre (CRC) в Сан-Марино, откуда в 2006 году вышли 99 дорожных машин Veltro Strada и 23 трековых модификаций Veltro Pista. |      |
| 2006–2007                                       | F4 1000 R / R 312 / R 312 Corse                     | Стремясь уложиться в эконормы «Евро-3», конструкторы MV Agusta во главе с Андреа Годжи серьёзно переработали силовой агрегат модели F4: изменена конструкция головки блока цилиндров и фазы газораспределения, установлены новый картер двигателя, кованые поршни, алюминиевая корзина сцепления (количество дисков сцепления увеличено на две штуки) и блок впрыска Magneti Marelli 5 SM с интегрированной системой торможения двигателем EBS (Engine Brake System). В результате потенциал рядной «четвёрки» объёмом 996 см³ вырос до 174 л.с. при 11900 об/мин и 115 Н·м при 10 000 об/мин, а максимальная скорость — до 301 км/ч. Ходовой части F4 1000 R достались телескопическая вилка перевёрнутого типа Marzocchi RAC с перьями Ø50 мм и полным набором регулировок гидравлики, радиальные четырёхпоршневые скобы Brembo с дисками Ø320 мм и кованые колёса Marchesini с Y-образными спицами. Однако едва ли не сразу F4 1000 R стали критиковать за импульсивный характер с предрасположенностью к неожиданным резким подхватам, который усугублялся явной недостаточностью крутящего момента на оборотах ниже 7000 об/мин. Поэтому всего через год эта модель была заменена на F4 1000 R 312. Наклейка «312» на обтекателе — не пустая похвальба: мотоцикл под управлением заводского испытателя Фабрицио Латини действительно развил такую скорость на 12-километровом треке Nardo на юге Италии. Перед группой инженеров MV Agusta ставилась цель не только прибавить мотору сил, но и сделать характеристику более линейной. Для этого им понадобилось вновь пересмотреть конфигурацию головки блока цилиндров, где были установлены титановые впускные клапаны с тарелками увеличенного диаметра (30 мм против 29 мм ранее) и другой распредвал (он дал увеличение подъёма клапанов: с 9,2 до 10,3 мм — впускных, с 8,5 до 9,0 мм — выпускных). Вместе с перенастройкой управляющей электроники, увеличением диаметра дросселей (Ø48 мм взамен Ø46 мм) и уменьшением длины впускных патрубков (-10 мм) комплекс мер обеспечил 183 л.с. при 12400 об/мин. Сухая масса осталась прежней — 192 кг. В 2007 году выпущено 300 спецнаборов Corse для трансформации модели R 312, которые включали в себя облицовки обтекателя и седло, окрашенные в красно-белый колер, табличку с порядковым номером и сертификат. |      |
| 2008–2009                                       | F4 RR 312                                           | Рабочий объём увеличен с 998 до 1078 см³, а максимальная мощность — до 190 л.с. Сближены передаточные отношения коробки передач, заново откалиброваны подвески, плюс новый рулевой демпфер Sachs и моноблочные тормозные скобы Brembo. Но самый интересный нюанс — появление «проскальзывающего» сцепления. |      |
| 2008–2009                                       | Brutale 1078 RR / 989 R                             | Проект модернизации модели Brutale возглавлял инженер Андреа Годжи. Основными задачами были увеличение мощности и пересмотр силовых агрегатов под эконормы «Евро-3». Двигатель Brutale 1078 RR получен путём расточки до 79 мм (+3 мм) цилиндров 998-кубовой рядной «четвёрки» от спортбайка F4 R 312. Ход поршня (55 мм), а значит, картер, коленвал и шатуны остались как на F4 R 312. При этом головка блока цилиндров с клапанами и профиль кулачков распредвала сохранены такими же, какие были на 910 S, чтобы поднялась не столько мощность (154 л.с. при 10700 об/мин), сколько крутящий момент (117 Н·м при 8100 об/мин). Максимальная скорость — 267,2 км/ч. На выставке EICMA в Милане в 2007 году Brutale 1078 RR назвали самым красивым мотоциклом шоу: он получил 27,7% голосов, Ducati Monster 696 — 15,2%, а BMW HP2 Sport — 9,2%. В 2008 году Brutale 1078 RR стал победителем конкурса Moto dell’Anno (итал. — мотоцикл года). Кроме того, представлена версия 989 R, которая отличается, прежде всего, двигателем уменьшенной до 982,3 см³ кубатуры (79×50,1 мм, 141 л.с., 123,5 Н·м), а также упрощёнными подвесками, тормозами и колёсами. |      |
| 2009                                            | F4 CC                                               | «Я решил дать этому мотоциклу свои инициалы, потому что он получился ровно таким, каким я его и задумывал с самого начала», — этими словами на миланской выставке EICMA 2006 года президент MV Agusta Клаудио Кастильони представил прессе F4 CC. Двигатель расточен до 1078 см³ (диаметр цилиндра увеличен с 76 до 79 мм) и оснащён системой изменения длины впускного тракта и титановой выпускной системой, что повлекло рост максимальной мощности до 198 л.с. при 12200 об/мин. Скоростной потолок был ограничен уровнем 315 км/ч, и только из-за того, что большего темпа не выдерживали выпускавшиеся тогда шины. До 90% компонентов было либо спроектировано специально для F4 CC, либо серьёзно переработано: траверсы вилки, демпфер руля, регулируемые подножки водителя, боковая подставка, складные рычаги тормоза и сцепления, и многое другое. Все облицовки изготовили из углеволокна. Впереди установили вилку Marzocchi с перьями диаметром 50 мм и покрытием из нитрида титана, сзади — одноплечий маятник с моноамортизатором Sachs. Машина выпущена ограниченной серией в 100 экземпляров (каждая комплектовалась кожаной курткой Trussardi и наручными часами Girard-Perregaux). |      |
| 2010–2016                                       | Brutale 1090 RR / 990 R                             | Официальный пресс-релиз гласил: «По сравнению с предыдущими Brutale 1078 RR и 989 R, переработаны 85% деталей». Действительно, модернизация затронула практически все внешние панели, руль, фару, раму, маятник, подвески, тормозные диски. Колёсная база удлинилась до 1438 мм (+28 мм), угол наклона вилки увеличился до 25° (+0,5°). Однако двигатели остались фактически теми же — рядными «четвёрками» объёмом 1078,37 см³ и 998 см³. Да и мощностные показатели отличались незначительно — 144 л.с. и 139 л.с. соответственно. Одновременно с двумя версиями отделение MV Agusta Corse презентовало набор для Brutale 1090 RR под названием Cannonball (англ. — пушечное ядро), позволявшее поднять мощность до 165 л.с. (+ 21 л.с.). В него входили новые блок управления, головка цилиндров, распредвалы, клапаны и выполненная полностью из титана выпускная система. А для снижения массы самого мотоцикла — многочисленные карбоновые и алюминиевые детали. При этом итальянцы оговаривали применение этого набора: «только для гоночных трасс». В 2012 году компания MV Agusta вывела на рынок бюджетную модификацию Brutale 1090 R. На сей раз в шасси «упрощенной» конструкции (литые колеса, передняя вилка Marzocchi, задний моноамортизатор Sachs и тормоза Brembo немоноблочного типа) установили 1078-кубовый двигатель от топ-версии Brutale 1090 RR, развивающий 142 л.с. при 10900 об/мин. Показатели самой RR подняли до 156 л.с. при 11900 об/мин. В стандартное оснащение мотоцикла вошёл и восьмипозиционный трэкшн-контроль. С 2013 года модельная гамма состояла исключительно из «старших» Brutale с двигателем рабочим объемом 1078 см³. Модернизированное семейство включало три модификации: базовую Brutale, а также версии R и RR. Все они получили новую выпускную систему, другие колеса, изменённые переднее крыло и задний фонарь, фару со встроенными огнями дневного света. Двигатель базовой Brutale развивает 144 л.с. при 10 300 об/мин, подвески регулируются по преднатягу пружин и гидравлике отбоя, впереди стоят 310-миллиметровые тормозные диски с радиальными скобами Brembo. Такое же техническое устройство имеет и вариант R — он отличается лишь раскраской и встроенными в зеркала указателями поворотов. Модификация RR намного интереснее (и дороже) — её двигатель форсирован до 158 л.с. при 10 900 об/мин, подвески имеют расширенные возможности настройки, а передние тормоза — с 320-миллиметровыми дисками и моноблочными скобами. Чуть позже для мотогурманов предложили вариант Brutale Corsa, оснащённый 43-миллиметровой перевёрнутой вилкой Öhlins NIX30 и ABS. |      |
| 2010–2018                                       | F4 / R / RR                                         | Почти не трогая внешность (её автор — дизайнер Эдриан Мортон) и сохранив характерные конструктивные особенности (рядная «четвёрка» с радиальным расположением клапанов, комбинированная рама из стальных труб и алюминиевых отливок), конструкторы создали на 80% новую машину. Двигатель, который за пару лет до этого подрос до 1078 см³, вернулся к «честному литру» — 998 см³, при этом почти не потеряв в мощности: 186 л.с. против 190 л.с. у прошлого поколения. В оснащении силового агрегата — система изменения длины впускного тракта, трекшн-контроль, мощностной клапан на выпуске, проскальзывающее сцепление. База стала больше (1430 мм), в основном, за счёт удлинения маятника на 20 мм. Заявленная максимальная скорость мотоцикла — 305 км/ч. В 2012 году линейку спортбайков пополнили сразу две версии: F4 R (195 л.с.) и F4 RR (198 л.с., подвески Öhlins и кованные колёса). Обе также известны под названием Corsa Corta (итал. — короткий ход), которое они получили за короткоходную размерность цилиндров: 78×50,9 мм против 76×55 мм у базового F4. |      |
| 2011–2012                                       | Brutale 920                                         | Эконом-вариант модели Brutale. Сэкономить удалось на моторе (его рабочий объём снижен до 921 см³ за счет уменьшения диаметра цилиндров, максимальная мощность упала со 144 до 129 л.с.), заднем амортизаторе (нет регулировки гидравлики сжатия), седле (оно только одноместное), окраске (матово-черная или глянцево-белая) и других деталях. Тем не менее, остались полностью регулируемая передняя вилка Marzocchi, трекшн-контроль и две карты впрыска-зажигания. На конвейере он продержался всего два года. |      |
| 2015–2018                                       | F4 RC                                               | В 2014 году MV Agusta выставила свою заводскую команду Reparto Corse в чемпионате мира WorldSBK, состоявшую из гонщиков Клаудио Корти и Леона Камьера. Годом позже в ознаменование данного события компания выпустила памятную партию экстремальных спортбайков F4 RC в расцветке, повторявшей гоночную ливрею. Рядную «четвёрку» семейства Corsa Corta (998 см³) с радиально расположенными клапанами форсировали до 205 л.с. при 13450 об/мин (или 212 л.с. после установки трек-кита с прямоточной выпускной системой Termignoni). Традиционную комбинированную раму из стальных труб и алюминиевых боковых элементов трогать не стали (те же 1430 мм колёсной базы и 23,5° угла наклона вилки, что и у базового F4), но вилку заменили на Öhlins NIX30 с покрытием перьев из нитрида титана, а моноамортизатор — на Öhlins TTX36. Спереди за торможение отвечали 4-поршневые радиальные «моноблоки» Brembo M50 и диски диаметром 320 мм. Максимальное облегчение конструкции (один лишь титановый крепёж двигателя дал экономию 1,1 кг) позволило довести сухую массу до 183 кг (-7 кг), а вместе с трек-китом — до 175 кг (-13 кг). Впоследствии серия RC перевыпускалась в 2017 и 2018 годах. Каждая итерация выходила тиражом в 250 экземпляров. |      |
| 2018                                            | F4 LH44                                             | Сотрудничество с чемпионом мира F1 Льюисом Хэмилтоном, начатое с модели Dragster LH44, продолжилось спортбайком F4 LH44. Индекс 44 не случаен — это традиционный стартовый номер Хэмилтона в автогонках, поэтому мотоцикл выпущен в 44 экземплярах. За основу взята самая экстремальная версия спортбайка — модификация F4 RC с четырёхцилиндровым «литром» мощностью 205 л. с. (с помощью прилагаемого к машине специального ECU мощность можно поднять до 212 л. с.), подвесками Öhlins и тормозами Brembo в гоночной спецификации. Вариант LH44 отличается номерами 44 и автографами Льюиса в разных местах, в том числе и на разработанной специально для этого мотоцикла выпускной системе из титана SC Project. |      |
| 2018                                            | F4 Claudio                                          | Выпуском F4 Claudio компания завершила более чем 20-летнюю историю модели F4 и выразила дань уважения первому президенту Клаудио Кастильони. Технически он во многом идентичен модели F4 RC. Его рядная «четвёрка» развивает 205 л.с. при 13450 об/мин (или 212 л.с. после установки трек-кита с «прямотоком» SC-Project). При этом верхняя граница оборотов сдвинута до 14200 об/мин. Чтобы добиться подобных показателей, изменена конфигурация впускных и выпускных каналов (это помогло оптимизировать потоки) и внедрены толкатели клапанов с DLC-покрытием (уменьшено трение). Коробка передач кассетного типа, если не считать установку корзины сцепления STM и гидропривода с «машинкой» Brembo, осталась прежней. Из карбона выпечены не только облицовки, но и колёсные диски. Подвески производства Öhlins (вилка NIX30 с покрытием перьев из нитрида титана и моноамортизатор TTX36), а тормоза — Brembo (спереди стоят 4-поршневые радиальные «моноблоки» Stilema и диски T-Drive диаметром 320 мм). Сухая масса — 183 кг (с «прямотоком» SC-Project и спортивными «мозгами» — 175 кг). Всего выпущено 100 экземпляров. |      |
| 2019                                            | Brutale 1000 RR / Serie Oro                         | В момент своего появления Brutale 1000 оказался самым быстрым мотоциклом без обтекателя не только в гамме MV Agusta, но и во всём мире. Его рядная «четвёрка» объёмом 998 см³ по умолчанию выдаёт 208 л.с. при 13450 об/мин и 115 Н·м при 9300 об/мин, а после замены выпускной системы на прямоточную — 212 л.с. При сухой массе 186 кг этого достаточно, чтобы разогнаться до 100 км/ч за 2,9 с и развить максимальные 302 км/ч. Фирменное шасси оснащено электронно-управляемой подвеской Öhlins и тормозными суппортами Brembo Stylema с дисками диаметром 320 мм. Перед началом серийного производства базовой модели RR выпущено 300 экземпляров спецверсии Serie Oro. |      |
| Внедорожники, скремблеры и кроссоверы           |                                                     | |      |
| 2013–2017                                       | Rivale 800                                          | Сконструированная в 2012 году трёхцилиндровая платформа F3 изначально подразумевала создание целого семейства разноплановых мотоциклов. Один из них — гипермотард Rivale 800, выполненный в стилистике cупермото и стритфайтера. Рядная «тройка» объёмом 798 см³, дополненная шестиступенчатой коробкой передач кассетного типа, как и на Brutale 800, развивала 125 л.с. при 12000 об/мин, что с учётом сухой массы 178 кг наделяло Rivale энерговооружённостью 1,42 кг/л.с. В основе шасси — фирменная комбинированная рама из стальных труб и алюминиевых боковых отливок. Подвески — телескопическая вилка Marzocchi перевёрнутого типа с перьями диаметром 43 мм и моноамортизатор Sachs. Тормоза — 4-поршневые радиальные скобы Brembo M4.32 и диски диаметром 320 мм спереди, а также 2-поршневая скоба Brembo и диск диаметром 220 мм сзади. В 2016 году ёмкость бензобака увеличили с 12,9 л до 16 л. |      |
| 2014–н.в.                                       | Turismo Veloce 800 / Rosso / Lusso / Lusso SCS / RC | В предсерийном виде спортивно-туристический кроссовер Turismo Veloce 800 на платформе F3 впервые продемонстрировали публике на миланском мотосалоне EICMA в 2013 году. Первые же товарные образцы, причём сразу в двух комплектациях (базовой Turismo Veloce 800 и «люксовой» Turismo Veloce 800 Lusso), появились всего через год. Тогда же стали известны технические характеристики. Ради соответствия целевому предназначению 798-кубовый мотор дефорсировали до 110 л.с., изменили передаточные числа второй, четвёртой, пятой и шестой передач, установили подвески с увеличенным ходом (160 и 165 мм соответственно), нарастили до 22 л ёмкость топливного бака, а заодно растянули до 1460 мм колёсную базу. В стандартное оснащение начальной версии вошли 5-дюймовый цветной LCD-дисплей, регулируемое ветровое стекло, трекшн-контроль, ABS, круиз-контроль и двусторонний квикшифтер. Версии Lusso полагались также два боковых кофра ёмкостью 30 л каждый, рукоятки с обогревом и адаптивная подвеска. В 2017 году конструкторы озаботились повышением надежности и снижением шума и вибраций, поэтому в списке новых узлов и деталей — распредвалы, натяжитель цепи ГРМ, электростартер и его привод, механизм переключения передач. Мотор включили в силовую структуру шасси, что увеличило жёсткость шасси на кручение и изгиб. Производственную гамму дополнила гоночная реплика Turismo Veloce 800 RC, укомплектованная коваными колёсами и навигатором Garmin. В 2018 году предложена версия MV Agusta Turismo Veloce 800 Lusso SCS. Её главное отличие — наличие системы автоматического сцепления SCS (Smart Clutch System), созданного в сотрудничестве с компанией Rekluse. Принцип её работы таков: как только обороты двигателя поднимаются с холостых, клинья под воздействием центробежной силы смыкают 12 сверхтонких дисков, и мотоцикл приходит в движение. И наоборот: стоит мотоциклу замедлиться, а оборотам упасть — клинья их размыкают. Система SCS оперируется электроникой в зависимости от скорости вращения переднего и заднего колёс, номера выбранной передачи, оборотов двигателя и угла поворота ручки газа. В 2019 году сцеплением SCS оснастили версию Turismo Veloce RC. В 2020 году базовым Turismo Veloce 800 становится версия Rosso. |      |
| 2015–2017                                       | Stradale 800                                        | Взяв за основу гипермотард Rivale 800, компания MV Agusta создаёт среднеразмерную туристическую модель Stradale 800. Главные отличия — дефорсированный до 115 л.с. при 11000 об/мин рядный трёхцилиндровый двигатель объёмом 798 см³, увеличенная до 1460 мм (+30 мм) колёсная база, выросший до 16 л (+3,1 л) бензобак, уменьшенная до 870 мм (-10 мм) высота седла, высокое ветровое стекло и пара боковых кофров с интегрированными в них поворотниками. Передняя вилка Marzocchi и задний моноамортизатор Sachs с полным набором регулировок и ходами 150 мм остались неизменными. Немного повысить проходимость вне асфальта должны были дорожный просвет 125 мм и отключаемая «ездовая» электроника (восьмиуровневый трекшн-контроль и ABS). |      |

### Гоночные модели
- 98/125 Two Stroke 1946—1949
- 125 Twin-Cam 1950—1960
- 500 cc Shaft Drive Four
- MV Agusta 125 Sohc 1953—1956
- 175 Twin-Cam 1955—1958
- 250 Single 1955—1959
- 350 Twin 1957
- 250 Twin 1959—1966
- 500 cc Six Cylinder 1957—1958
- 125 Disc Valve 1965
- 350 cc Three Cylinder 1965—1973
- MV Agusta 500 Three 1966—1974
- 350 cc Six Cylinder 1969
- 350 cc Four Cylinder 1971—1976
- 500 cc Four Cylinder 1973—1976

## Модельный ряд 1998—н.в.
Limited Editions
- F4 Frecce Tricolor
- F4CC — Claudio Castiglioni
- F4 Tamburini
- F4 Senna
- F4 1000 Senna
- F4 1000 Veltro
- F4 SPR
- F4 AGO
- F4 Mamba
- F4 Corse
- F3 800 AMG GT[282]
- Brutale ORO
- Brutale America
- Brutale Gladio
- Brutale Corse
- Brutale Italia
- Brutale Starfighter